# Członkowie Polskiej Akademii Nauk
Członkowie Polskiej Akademii Nauk – członkowie jednego z najbardziej prestiżowych naukowych ciał kolegialnych w Polsce. Status członka PAN (rzeczywistego bądź korespondenta) wymieniany jest najczęściej wraz z tytułem naukowym.

## Zasady członkostwa
Członków Akademii wybiera jej Zgromadzenie Ogólne spośród najwybitniejszych naukowców polskich i zagranicznych. Członkowie krajowi Akademii w liczbie nie większej niż 350 dzielą się na dwie grupy, członków rzeczywistych i członków korespondentów. Członkostwo w Akademii jest funkcją sprawowaną dożywotnio, przy czym po ukończeniu 70. roku życia członkowie otrzymują status członka-seniora. Skład Akademii podzielony jest na 5 wydziałów, grupujących naukowców według tematyki badań. Na koniec 2020 r. Polska Akademia Nauk liczyła 330 członków krajowych i 176 zagranicznych.
Od członkostwa w Polskiej Akademii Nauk odróżnić należy członkostwo w jednym z organów Korporacji Uczonych, która obejmuje, poza wyżej wspomnianymi pięcioma wydziałami, także oddziały (w których skład wchodzą członkowie krajowi mający miejsce zamieszkania lub zatrudnienia w danym regionie kraju), komitety naukowe (w których zasiadają członkowie krajowi Akademii zgodnie z ich specjalnością naukową oraz osoby wybrane przez właściwe środowisko naukowe), komitety problemowe (tworzone na potrzeby konkretnych problemów i tematów przez Prezydium Akademii na wniosek Prezesa Akademii); akademię młodych uczonych (organ uformowany w celu promowania badań naukowych i prac rozwojowych prowadzonych przez wybitnych młodych przedstawicieli nauki polskiej, liczący nie więcej niż 10% ustawowej liczby członków krajowych Akademii); komisję do spraw etyki w nauce; komisję rewizyjną.
Z członkostwem w Polskiej Akademii Nauk lub organach Korporacji Uczonych mylone jest często zatrudnienie w jednym z instytutów PAN. Instytuty powołuje się do prowadzenia w sposób ciągły badań naukowych, gdy do prowadzenia ich jest potrzebna znaczna koncentracja pracowników naukowych. W przeciwieństwie do członkostwa w Polskiej Akademii Nauk lub organach Korporacji Uczonych, samo zatrudnienie w instytucie PAN nie ma charakteru prestiżowego wyróżnienia środowiskowego.

## Lista członków Polskiej Akademii Nauk

### Wydział I Nauk Humanistycznych i Społecznych
| Członkowie rzeczywiści (październik 2024) | Członkowie korespondenci (październik 2024) | Członkowie zagraniczni (październik 2024) |
| --- | --- | --- |
| 1. Jerzy Axer 2. Jerzy Brzeziński 3. Dariusz Doliński 4. Stanisław Filipowicz 5. Franciszek Grucza 6. Jan Hertrich-Woleński 7. Ewa Łętowska 8. Mirosława Marody 9. Stanisław Mossakowski 10. Karol Myśliwiec 11. Edward Nęcka 12. Ryszard Nycz 13. Hubert Orłowski 14. Aleksander Posern-Zieliński 15. Andrzej Rottermund 16. Piotr Skubiszewski 17. Jerzy Strzelczyk 18. Piotr Sztompka 19. Michał Tymowski 20. Stanisław Waltoś 21. Aleksander Welfe – Wiceprezes PAN 22. Elżbieta Witkowska-Zaremba 23. Bogdan Wojciszke | 1. Grażyna Borkowska 2. Michał Buchowski 3. Andrzej Buko 4. Krystyna Chojnicka 5. Przemysław Czapliński 6. Ewa Domańska 7. Barbara Engelking 8. Andrzej Friszke 9. Włodzimierz Galewicz 10. Stanisław Gomułka 11. Marian Gorynia 12. Hubert Izdebski 13. Dariusz Jemielniak – Wiceprezes PAN 14. Aleksandra Łuszczyńska 15. Małgorzata Kossowska 16. Andrzej Koźmiński 17. Arkadiusz Marciniak 18. Marek Mejor 19. Konrad Osajda 20. Janusz Reykowski 21. Andrzej Rychard 22. Piotr Salwa 23. Antoni Sułek 24. Joanna Tokarska-Bakir 25. Jarosław Włodarczyk 26. Marcin Wodziński 27. Jerzy Zajadło 28. Małgorzata Zaleska | 1. Jeffrey C. Alexander 2. Maurice Aymard 3. Daniel Bar-Tal 4. Daniel Beauvois 5. Karol Berger 6. Manfred Bietak 7. Thomas DaCosta Kaufmann 8. Ernst Håkon Jahr 9. Christoph Kleßmann 10. Pauline Lipman 11. Liu Guoguang 12. Luigi Marinelli 13. Grayham E. Mizon 14. Arent van Nieukerken 15. Antony Polonsky 16. Emmanuel Le Roy Ladurie 17. Peter Simons 18. Anatolij Torkunow 19. Dethard von Winterfeld |

### Wydział II Nauk Biologicznych i Rolniczych
| Członkowie rzeczywiści (październik 2024) | Członkowie korespondenci (październik 2024) | Członkowie zagraniczni (październik 2024) |
| --- | --- | --- |
| 1. Włodzimierz Bednarski 2. Szczepan Biliński 3. Jerzy Duszyński 4. Jerzy Dzik 5. Ryszard Górecki 6. Andrzej Grzywacz 7. Adolf Horubała 8. Mariusz Jaskólski 9. Andrzej Jerzmanowski 10. Leszek Kaczmarek 11. Wincenty Kilarski 12. Małgorzata Kossut 13. Jan Kozłowski 14. Tadeusz Krzymowski 15. Jacek Kuźnicki 16. Andrzej Legocki 17. Stefan Malepszy 18. Małgorzata Mańka 19. Rudolf Michałek 20. Jacek Oleksyn 21. Jacek Otlewski 22. Zygmunt Pejsak 23. Stanisław Rakusa-Suszczewski 24. Zygmunt Reklewski 25. Marian Saniewski 26. Zdzisław Smorąg 27. Wojciech Święcicki 28. Marek Świtoński 29. Katarzyna Turnau 30. January Weiner 31. Kazimierz Wierzchowski 32. Adam Zięcik 33. Maciej Żurkowski 34. Maciej Żylicz | 1. Grzegorz Bartosz 2. Barbara Bilińska 3. Janusz Bujnicki 4. Agnieszka Chacińska 5. Andrzej Ciereszko 6. Agnieszka Dobrzyń 7. Andrzej Dziembowski 8. Marek Figlerowicz 9. Jarosław Olav Horbańczuk 10. Jan Jankowski 11. Henryk Jeleń 12. Małgorzata Jędryczka 13. Bożena Kamińska-Kaczmarek 14. Maria Magdalena Konarska 15. Marek Konarzewski – Prezes PAN 16. Jan Kotwica 17. Zbigniew Kundzewicz 18. Marta Miączyńska 19. Krzysztof Nowak 20. Henryk Okarma 21. Wiesław Oleszek 22. Mariusz Piskuła 23. Jacek Radwan 24. Cezary Sławiński 25. Kazimierz Strzałka 26. Małgorzata Szumacher 27. Zofia Szweykowska-Kulińska 28. Grzegorz Węgrzyn 29. Agnieszka Wierzbicka 30. Dorota Witrowa-Rajchert 31. Romuald Zabielski 32. Artur Zdunek | 1. Walther Aufhammer 2. Angelo Azzi 3. Josse De Baerdemaeker 4. Winfried Erich Hubert Blum 5. Frederick Bourne 6. Gustav Dallner 7. Roger Fenwick 8. Witold Filipowicz 9. Peter Gruss 10. Gerald Isaacs 11. Małgorzata Kloc-Stępkowska 12. Robert Kraeling 13. Jean Lambert 14. William Lidicker 15. Walter Liese 16. Iwan Lisztwan 17. Robert M. Malina 18. Thomas Christoph Mettenleiter 19. Volker Moennig 20. Gerhard Oesten 21. Kiyoshi Okuda 22. Zbyszek Otwinowski 23. Egil Robert Ørskov 24. Peter Reich 25. Heriberto Rodriguez-Martinez 26. Nicholas John Severs 27. Arne Strid 28. Da-Wen Sun 29. Charles Susanne 30. Igor Tichonowicz 31. Junichi Ueda 32. Krystyna Urbańska 33. Robert Wells 34. Lothar Willmitzer 35. Alexander Wlodawer 36. Ryuzo Yanagimachi 37. Magdalena Żernicka-Goetz |

### Wydział III Nauk Ścisłych i Nauk o Ziemi
| Członkowie rzeczywiści (październik 2024) | Członkowie korespondenci (październik 2024) | Członkowie zagraniczni (październik 2024) |
| --- | --- | --- |
| 1. Józef Barnaś 2. Andrzej Białas 3. Iwo Białynicki-Birula 4. Piotr Biler 5. Bogusław Buszewski 6. Marek Chmielewski 7. Jerzy Dera 8. Tomasz Dietl 9. Wojciech Dziembowski 10. Zbigniew Galus 11. Paweł Haensel 12. Ryszard Horodecki 13. Lech Tadeusz Januszkiewicz 14. Janusz Jurczak 15. Jerzy Kaczorowski 16. Henryk Kozłowski 17. Paweł Kulesza 18. Stanisław Kwapień 19. Cyryl Latos-Grażyński 20. Janusz Lipkowski 21. Tomasz Łuczak 22. Bogdan Marciniec 23. Mieczysław Mąkosza 24. Marian Mikołajczyk 25. Stanisław Penczek 26. Marek Pfützner 27. Wiesław Pleśniak 28. Stefan Pokorski 29. Feliks Przytycki 30. Henryk Ratajczak 31. Krzysztof Redlich 32. Paweł Rowiński 33. Józef Smak 34. Andrzej Sobolewski 35. Grażyna Stochel 36. Józef Szudy 37. Michał Szulczewski 38. Henryk Szymczak 39. Andrzej Trautman 40. Andrzej Udalski 41. Jacek Waluk 42. Małgorzata Witko 43. Stanisław Woronowicz 44. Henryk Woźniakowski 45. Andrzej Kajetan Wróblewski 46. Jerzy Zabczyk 47. Kacper Zalewski 48. Andrzej Żelaźniewicz | 1. Konrad Banaszek 2. Renata Bilewicz 3. Piotr Bizoń 4. Krzysztof Bogdan 5. Tomasz Bulik 6. Grzegorz Chałasiński 7. Agnieszka Gałuszka 8. Daniel Gryko 9. Izabella Grzegory 10. Krzysztof Edward Haman 11. Henryk Iwaniec 12. Dariusz Kaczorowski 13. Wojciech Kucharz 14. Rafał Latała 15. Mariusz Lemańczyk 16. Mieczysław Łapkowski 17. Szymon Malinowski 18. Leszek Marynowski 19. Stanisław Mazur 20. Hanna Mazur-Marzec 21. Piotr Migoń 22. Ludomir Newelski 23. Mirosława Ostrowska – Wiceprezes PAN 24. Krzysztof Pachucki 25. Marek Potrzebowski 26. Elżbieta Richter-Wąs 27. Marek Samoć 28. Józef Spałek 29. Andrzej Staruszkiewicz 30. Piotr Stepnowski 31. Alfred Uchman 32. Ireneusz Walaszczyk 33. Jarosław Wiśniewski 34. Aleksander Wolszczan 35. Arkadiusz Wójs 36. Marek Żukowski 37. Karol Życzkowski | 1. Jerry L. Atwood 2. Victor R. Baker 3. Béla Bollobás 4. Carl de Boor 5. Savo Bratos 6. Ewald Brückl 7. Andrzej Buras 8. Wolfgang Domcke 9. Joseph Henry Eberly 10. Gerhard Ertl 11. Piotr Jacek Flatau 12. Jaap J.M. Franse 13. Michael Giersig 14. Martin Hairer 15. Roald Hoffmann 16. Tadeusz Iwaniec 17. Joshua Jortner 18. Henri Kagan 19. Randy Keller 20. Philip Kocieński 21. Zygmunt Kowalik 22. Jean-Marie Lehn 23. Maciej Lewenstein 24. Jacek Lipkowski 25. Jean-Pierre Majoral 26. Krzysztof Matyjaszewski 27. Bernard Meunier 28. Michał Misiurewicz 29. Achim Müller 30. Ryōji Noyori 31. Charles O’Dell 32. Roger Penrose 33. Gilles Pisier 34. Chintamani Nagesa Ramachandra Rao 35. Barbara Romanowicz 36. Carlo Rubbia 37. Wolfgang Schmidt 38. Hideki Shimamura 39. Jakow Sinaj 40. Frank Steglich 41. Hans von Storch 42. Dariusz Stramski 43. Jürgen Sündermann 44. Richard Wielebinski 45. Chen Ning Yang |

### Wydział IV Nauk Technicznych
| Członkowie rzeczywiści (październik 2024) | Członkowie korespondenci (październik 2024) | Członkowie zagraniczni (październik 2024) |
| --- | --- | --- |
| 1. Jan Awrejcewicz 2. Romuald Będziński 3. Jacek Błażewicz 4. Tadeusz Burczyński 5. Tadeusz Chmielniak 6. Józef Dubiński 7. Elżbieta Frąckowiak 8. Andrzej Jajszczyk 9. Janusz Kacprzyk 10. Tadeusz Kaczorek 11. Tomasz Kapitaniak 12. Marian Kaźmierkowski 13. Jerzy Klamka 14. Michał Kleiber 15. Józef Korbicz 16. Piotr Korcelli 17. Jerzy Lis 18. Bogusław Major 19. Krzysztof Malinowski 20. Roman Maniewski 21. Jacek Marecki 22. Jarosław Mikielewicz 23. Józef Modelski 24. Janusz Mroczka 25. Zenon Mróz 26. Andrzej Nowicki 27. Maciej Ogorzałek 28. Henryk Petryk 29. Ryszard Pohorecki 30. Antoni Rogalski 31. Czesława Rosik-Dulewska 32. Leszek Rutkowski 33. Jakub Siemek 34. Roman Słowiński 35. Ryszard Tadeusiewicz 36. Wacław Trutwin 37. Jan Węglarz 38. Wiesław Woliński | 1. Andrzej Bartoszewicz 2. Ryszard Białecki 3. Hanna Bogucka 4. Adam Gierek 5. Teodor Gotszalk 6. Andrzej Hopfer 7. Leszek Jaroszewicz 8. Teofil Jesionowski 9. Jan Kiciński 10. Bożena Kostek 11. Adam Kotarba 12. Piotr Kowalik 13. Eugeniusz Kozaczka 14. Henryk Krawczyk 15. Małgorzata Lewandowska 16. Adam Liebert 17. Mariusz Malinowski 18. Michał Malinowski 19. Dariusz Mikielewicz 20. Michał Mrozowski 21. Stanisław Nagy 22. Wiesław Ostachowicz 23. Marek Pawełczyk 24. Lucjan Pawłowski 25. Wojciech Penczek 26. Dorota Pijanowska 27. Ewaryst Rafajłowicz 28. Błażej Skoczeń 29. Natalia Sobczak – Wiceprezes PAN 30. Jerzy Stefanowski 31. Stanisław Stupkiewicz 32. Jan Taler 33. Krzysztof Wilde 34. Paweł Zięba | 1. Hojjat Adeli 2. Shun’ichi Amari 3. Sami Gelenbe 4. Dietmar Gross 5. Jurij Gulajew 6. Jarosław Jackiw 7. Dov Jaron 8. Tapani Jokinen 9. László Keviczky 10. Laszlo Koczy 11. Giulio Maier 12. Herbert Mang 13. Dieter Mlynski 14. Klaus Moeller 15. Shuji Nakamura 16. Witold Pedrycz 17. Vijay Singh 18. Billie Spencer 19. Bolesław Szymański 20. Tatsuo Togawa 21. Jos Vander Sloten 22. Pierre Vidal 23. George Voyiadjis 24. Roland Wiesendanger 25. Bogdan Wilamowski 26. Jacek Żurada |

### Wydział V Nauk Medycznych
| Członkowie rzeczywiści (październik 2024) | Członkowie korespondenci (październik 2024) | Członkowie zagraniczni (październik 2024) |
| --- | --- | --- |
| 1. Jan Albrecht 2. Tomasz Brzozowski 3. Anna Członkowska 4. Stanisław Czuczwar 5. Andrzej Górski 6. Włodzimierz Januszewicz 7. Marek Krawczyk 8. Janusz Limon 9. Wiesław Pawlik 10. Tadeusz Popiela 11. Edmund Przegaliński 12. Witold Rużyłło 13. Ewa Szczepańska-Sadowska 14. Michał Tendera 15. Tomasz Trojanowski 16. Jacek Zaremba | 1. Jerzy Chudek 2. Małgorzata Filip 3. Tomasz Grodzicki 4. Andrzej Januszewicz 5. Barbara Jarząb 6. Paweł Kisielow 7. Irina Kowalska 8. Krzysztof Narkiewicz 9. Grzegorz Opolski 10. Andrzej Pilc 11. Ryszard Przewłocki 12. Janusz Rybakowski 13. Marek Sanak 14. Henryk Skarżyński 15. Anetta Undas 16. Andrzej Więcek 17. Adam Witkowski 18. Wojciech Wojakowski | 1. Krzysztof Bankiewicz 2. Nikolaus Blin 3. Malcolm Ferguson-Smith 4. Richard Frąckowiak 5. Detlev Ganten 6. Józefa Gądek-Węsierski 7. Harald zur Hausen 8. August Heidland 9. Jerzy Kupiec-Węgliński 10. Shaul Massry 11. Felix Mitelman 12. Herman Nys 13. Gerard Orth 14. Gerhard Pulverer 15. Janusz Rak 16. Paul Russell 17. Piotr Siciński 18. Bronisław Słomiany 19. Oleksіj Wierchratśki 20. Walther Vogel 21. Tadeusz Wieloch |

## Zmarli członkowie PAN

### Członkowie krajowi
Alfabetyczna lista zmarłych członków krajowych PAN wraz z obszarami działalności naukowej:

1. Osman Achmatowicz (1899–1988) – chemia organiczna
2. Kazimierz Ajdukiewicz (1890–1963) – logika
3. Dymitr Aleksandrow (1909–1993) – kardiologia
4. Stefan Alexandrowicz (1904–1995) – hodowla zwierząt domowych
5. Stefan Angielski (1929–2022) – biochemia kliniczna
6. Włodzimierz Antoniewicz (1893–1973) – archeologia pierwotna i wczesnośredniowieczna
7. Stanisław Arnold (1895–1973) – historia gospodarcza Polski
8. Ryszard Babicki (1927–2010) – chemiczna technologia drewna
9. Stanisław Bac (1887–1970) – melioracje wodne, rolne i leśne
10. Ludwik Badian (1928–1987) – elektrotechnika i elektronika ciała stałego
11. Stefan Baley (1885–1952) – psychologia
12. Tadeusz Banachiewicz (1882–1954) – astronomia
13. Lubomir Baran (1937–2009) – geodezja satelitarna, metody opracowywania wyników obserwacji geodezyjnych
14. Marceli Baran (1921–1983) – systemy i urządzenia energetyczne
15. Bogdan Baranowski (1927–2014) – chemia ciała stałego
16. Tadeusz Baranowski (1910–1993) – chemia fizjologiczna
17. Stefan Barbacki (1903–1979) – genetyka i hodowla roślin
18. Juliusz Bardach (1914–2010) – historia ustroju i prawa polskiego, mediewistyka, metodologia nauk historycznych i prawnych
19. Wiesław Barej (1934–2000) – fizjologia zwierząt, weterynaria
20. Henryk Barycz (1901–1994) – historia kultury i nauki
21. Antoni Basiński (1905–1990) – chemia fizycznych związków wielocząsteczkowych
22. Kazimierz Bassalik (1879–1960) – mikrobiologia, fizjologia roślin
23. Jan Baszkiewicz (1930–2011) – historia myśli politycznej, historia ruchów społecznych
24. Stanisław Batawia (1898–1980) – kryminologia
25. Stanisław Bellert (1924–1976) – elektronika
26. Daniel Bem (1933–2014) – telekomunikacja
27. Eugeniusz Bernadzki (1930–2016) – hodowla lasu
28. Czesław Bessaga (1932–2021) – matematyka, analiza funkcjonalna, topologia
29. Michał Białko (1929–2020) – elektronika
30. Stefan Białobok (1909–1992) – dendrologia, genetyka roślin drzewiastych
31. Czesław Białobrzeski (1878–1953) – fizyka
32. Jan Białostocki (1921–1988) – historia powszechna sztuki nowożytnej
33. Andrzej Białynicki-Birula (1935–2021) – algebra, geometria algebraiczna
34. Adam Bielański (1912–2016) – chemia fizyczna i nieorganiczna
35. Władysław Bielański (1911–1982) – biologia rozrodu zwierząt
36. Tadeusz Bielicki (1932–2022) – nauki biologiczne
37. Andrzej Biernacki (1903–1963) – choroby wewnętrzne
38. Witold Biernawski (1898–1957) – obróbka skrawaniem
39. Krzysztof Birkenmajer (1929–2019) – geologia regionalna
40. Marian Biskup (1922–2012) – historia powszechna średniowiecza i nowożytna XVI wieku
41. Bogusław Bobrański (1904–1991) – chemia organiczna i farmaceutyczna
42. Włodzimierz Bobrownicki (1892–1980) – technologia chemii nieorganicznej
43. Zbigniew Bojarski (1921–2010) – krystalografia, nauka o materiałach
44. Bogdan Bojarski (1931–2018) – równania różniczkowe, analiza matematyczna, przekształcenia kwazikonforemne
45. Andrzej Bolewski (1906–2002) – mineralogia i petrografia, surowce mineralne
46. Julian Bonder (1900–1975) – hydro- i aeromechanika
47. Kazimierz Boratyński (1906–1991) – chemia rolna
48. Karol Borsuk (1905–1982) – matematyka, topologia
49. Mieczysław Brahmer (1899–1984) – filologia romańska, literatura porównawcza, dzieje teatru
50. Tomasz Brandyk (1951–2009) – gospodarowanie wodą dla potrzeb ochrony i renaturyzacji gleb torfowych
51. Stanisław Bretsznajder (1907–1967) – chemia
52. Juliusz Brill (1901–1981) – mikrobiologia weterynaryjna
53. Henryk Brokman (1886–1976) – pediatria
54. Wiktor Bross (1903–1994) – torakochirurgia, kardiochirurgia, transplantologia
55. Michał Broszko (1880–1954) – hydrodynamika
56. Kazimierz Browicz (1925–2009) – systematyka i geografia roślin, dendrologia
57. Zbigniew Brzoska (1916–1987) – wytrzymałość materiałów i konstrukcji
58. Anatol Brzoza (1917–1997) – ekonomika rolnictwa
59. Zdzisław Bubnicki (1938–2006) – informatyka, automatyka
60. Witold Budryk (1891–1958) – górnictwo
61. Andrzej Budzanowski (1933–2011) – fizyka jądrowa
62. Franciszek Bujak (1875–1953) – historia gospodarcza
63. Jan Burchart (1932–2024) – nauki o Ziemi i środowisku
64. Andrzej Burghardt (1928–2020) – inżynieria chemiczna i procesowa
65. Henryk Bystroń (1920–2013) – aerologia górnicza
66. Jan Bystroń (1892–1964) – etnologia
67. Romuald Cebertowicz (1897–1981) – hydraulika i hydrologia, mechanika gruntów z fundamentowaniem
68. Czesław Cempel (1938–2021) – wibroakustyka, mechanika, budowa i eksploatacja maszyn
69. Witold Cęckiewicz (1924–2023) – architektura i urbanistyka
70. Józef Chałasiński (1904–1979) – socjologia
71. Irena Chmielewska (1905–1987) – biochemia
72. Tadeusz Chojnacki (1932–2020) – biochemia
73. Tadeusz Cholewicki (1907–1988) – teoria obwodów i układów elektrycznych
74. Henryk Chołaj (1927–2017) – ekonomia polityczna, tranzytologia, globalistyka
75. Mieczysław Chorąży (1925–2021) – biochemia i biologia nowotworów; biologia molekularna
76. Emil Chroboczek (1902–1978) – warzywnictwo, ogrodnictwo
77. Adolf Chybiński (1880–1952) – muzykologia
78. Janusz Ciborowski (1918–1986) – inżynieria chemiczna i procesowa
79. Czesław Cierniewski (1946–2013) – biofizyka i biologia molekularna
80. Roman Ciesielski (1924–2004) – teoria konstrukcji inżynierskich, dynamika budowli, badania doświadczalne konstrukcji
81. Zbigniew Ciesielski (1934–2020) – teoria prawdopodobieństwa i procesów stochastycznych
82. Zbigniew Ciok (1931–2017) – elektrotechnika (elektroenergetyka i elektrofizyka)
83. Bohdan Ciszewski (1922–1998) – metaloznawstwo, inżynieria materiałowa
84. Wacław Cybulski (1901–1973) – górnictwo
85. Witold Czachórski (1915–1995) – prawo cywilne, prawo cywilne porównawcze
86. Mieczysław Czaja (1903–1958) – zootechnika
87. Jan Czekanowski (1882–1965) – antropologia
88. Franciszek Czubalski (1885–1965) – fizjologia człowieka
89. Zygmunt Czubiński (1912–1967) – systematyka i geografia roślin
90. Wiesław Czyż (1927–2017) – fizyka teoretyczna
91. Marian Danysz (1909–1983) – fizyka wysokich energii cząstek elementarnych
92. Jan Dąbrowski (1890–1965) – historia powszechna
93. Mirosław Dąbrowski (1926–2013) – elektrotechnika
94. Wiktor Dega (1896–1995) – ortopedia i traumatologia, rehabilitacja
95. August Dehnel (1903–1962) – zoologia
96. Karol Dejna (1911–2004) – językoznawstwo
97. Felicjan Dembiński (1901–1981) – uprawa roślin
98. Jan Dembowski (1889–1963) – biologia
99. Szczęsny Dettloff (1878–1961) – historia sztuki
100. Marek Dietrich (1934–2009) – podstawy konstrukcji maszyn, organizacja szkolnictwa wyższego
101. Antoni Dobrowolski (1872–1954) – pedagogika, geografia
102. Kazimierz Dobrowolski (1894–1987) – socjologia, etnografia, historia kultury
103. Bohdan Dobrzański (1909–1987) – gleboznawstwo, fizyka gleby, agrofizyka
104. Stanisław Doktorowicz-Hrebnicki (1888–1974) – geologia
105. Eugeniusz Domański (1909–1992) – fizjologia zwierząt gospodarskich, endokrynologia
106. Ryszard Domański (1928–2021) – geografia ekonomiczna
107. Witold Doroszewski (1899–1976) – językoznawstwo
108. Czesław Druet (1926–2016) – geofizyczna hydromechanika
109. Bolesław Dubicki (1906–1990) – maszyny elektryczne
110. Henryk Duniec (1924–1995) – genetyka populacyjna i hodowla zwierząt
111. Kazimierz Dux (1915–2001) – onkologia i endokrynologia
112. Jan Dylik (1905–1973) – geografia, geomorfologia
113. Kazimierz Dziewoński (1910–1994) – geografia społeczno-gospodarcza, urbanistyka, planowanie przestrzenne
114. Władysław Dziewulski (1878–1962) – astronomia
115. Stanisław Dżułyński (1924–2001) – geologia
116. Janusz Elsner (1928–1996) – mechanika płynów, maszyny przepływowe
117. Zygmunt Ewy (1913–1994) – fizjologia zwierząt
118. Jerzy Fabiszewski (1936–2024) – nauki biologiczne
119. Franciszek Fiedler (1880–1956) – historia myśli społecznej
120. Leszek Filipczyński (1923–2004) – ultradźwięki
121. Władysław Findeisen (1926–2023) – automatyka
122. Jacek Fisiak (1936–2019) – filologia angielska
123. Władysław Fiszdon (1912–2004) – mechanika cieczy i gazów, teoria kinetyczna gazów, zastosowanie matematyki w mechanice, hydrodynamika nadciekłego helu
124. Ludwik Fleck (1896–1961) – immunologia
125. Henryk Frąckiewicz (1929–1999) – mechanika konstrukcji i robotów, laserowe technologie metali
126. Marek Fritzhand (1913–1992) – filozofia, etyka
127. Stanisław Fryze (1885–1964) – elektrotechnika
128. Stanisław Gajda (1945–2022) – językoznawstwo
129. Wacław Gajewski (1911–1997) – genetyka
130. Rajmund Galon (1906–1986) – geografia fizyczna, geomorfologia
131. Robert Gałązka (1937–2021) – fizyka
132. Tadeusz Garbuliński (1920–2011) – farmakologia, immunofarmakologia
133. Jacek Gawroński (1943–2020) – chemia organiczna
134. Eugeniusz Gąsior (1929–1993) – biologia molekularna
135. Natalia Gąsiorowska-Grabowska (1881–1964) – historia Polski
136. Zbigniew Gertych (1922–2008) – ogrodnictwo, agrotechnika, ekonomika rolnictwa
137. Kornel Gibiński (1915–2012) – choroby wewnętrzne, gastroenterologia
138. Jerzy Giełdanowski (1925–1991) – immunofarmakologia
139. Jerzy Gierula (1917–1975) – fizyka jądrowa
140. Aleksander Gieysztor (1916–1999) – historia średniowieczna, nauki pomocnicze historii
141. Jan Gliński (1933–2020) – gleboznawstwo
142. Zbigniew Maciej Gliwicz (1939–2024) – nauki biologiczne
143. Józef Głomb (1933–2020) – inżynieria lądowa, budownictwo
144. Michał Głowiński (1934–2023) – literaturoznawstwo
145. Walery Goetel (1889–1972) – geologia
146. Franciszek Górski (1897–1989) – fizjologia roślin
147. Konrad Górski (1895–1990) – historia i teoria literatury, tekstologia i edytorstwo dzieł literackich, leksykografia
148. Marian Górski (1886–1961) – chemia rolna, gleboznawstwo
149. Zbigniew Grabowski (1927–2017) – chemia
150. Maciej Władysław Grabski (1934–2016) – inżynieria materiałowa, metaloznawstwo fizyczne
151. Marek Grad (1951–2020) – geofizyka, sejsmologia
152. Ryszard Gradziński (1929–2014) – geologia, sedymentologia
153. Jerzy Grochowski(inne języki) (1899–1980) – leśnictwo, dendrometria
154. Wiesław Grochowski (1911–1994) – nauki leśne, uboczne użytkowanie lasu
155. Zdzisław Grochowski (1922–1992) – ekonomika rolnictwa
156. Władysław Grodziński (1934–1988) – ekologia: bioenergetyka, ekologia systemowa i ochrona środowiska
157. Zygmunt Grodziński (1896–1982) – morfologia zwierząt (kręgowców) od ultra- do makrostruktur
158. Franciszek Groër (1887–1965) – pediatria
159. Janusz Groszkowski (1898–1984) – radiotechnika, technika i technologia próżniowa
160. Adam Gruca (1893–1983) – chirurgia ortopedyczna
161. Wiesław Maria Grudzewski (1933–2018) – zarządzanie
162. Konstanty Grzybowski (1901–1970) – prawo
163. Jerzy Grzymek (1908–1990) – technologia krzemianów i materiałów budowlanych
164. Ryszard Gryglewski (1932–2023) – nauki medyczne
165. Witold Gutkowski (1928–2019) – mechanika i optymalizacja konstrukcji
166. Aleksander Guterch (1936–2023) – nauki o Ziemi i środowisku
167. Romuald Gutt (1888–1974) – architektura
168. Jerzy Haber (1930–2010) – fizykochemia ciała stałego, kataliza heterogeniczna i homogeniczna
169. Stefan Hahn (1921–2020) – radioelektronika, radiokomunikacja, teoria sygnałów, elektronika kwantowa
170. Bogusław Halikowski (1914–2004) – metabolizm, genetyka, neurologia dziecięca
171. Janusz Haman (1923–2019) – technika rolnicza
172. Józef Hano (1906–1997) – farmakologia
173. Irena Hausmanowa-Petrusewicz (1917–2015) – neurologia, elektrofizjologia kliniczna
174. Józef Heller (1896–1982) – biologia porównawcza
175. Stanisław Hempel (1892–1954) – konstrukcje stalowe
176. Witold Hensel (1917–2008) – archeologia pradziejowa i wczesnośredniowieczna
177. Zbigniew Herman (1935–2010) – choroby wewnętrzne, farmakologia
178. Ludwik Hirszfeld (1884–1954) – immunologia, mikrobiologia
179. Tadeusz Hobler (1899–1975) – inżynieria chemiczna
180. Jerzy Holzer(inne języki) (1930–2001) – demografia
181. Antoni Horst (1915–2003) – patofizjologia, genetyka człowieka
182. Bolesław Hryniewiecki (1875–1963) – botanika
183. Andrzej Hrynkiewicz (1925–2016) – fizyka jądrowa
184. Stanisław Hückel (1911–1980) – fundamentowanie, budownictwo morskie
185. Andrzej Hulanicki (1933–2008) – matematyka
186. Adam Hulanicki (1929–2019) – chemia analityczna
187. Leopold Infeld (1898–1968) – fizyka
188. Roman Ingarden (1893–1970) – filozofia
189. Wilhelmina Iwanowska (1905–1999) – astrofizyka
190. Aleksander Jabłoński (1898–1980) – fizyka doświadczalna
191. Henryk Jabłoński (1909–2003) – historia nowożytna i najnowsza
192. Tadeusz Jaczewski (1899–1974) – zoologia
193. Alfred Jahn (1915–1999) – geografia fizyczna, geomorfologia, geologia czwartorzędu
194. Janusz Jakubowski (1905–2000) – technika wysokich napięć
195. Adam Janiak (1949–2017) – informatyka, automatyka i robotyka
196. Józef Janicki (1904–1980) – chemia i technologia produktów spożywczych
197. Jerzy Janik (1927–2012) – fizyka ciała stałego, fizyka molekularna
198. Maria Janion (1926–2020) – historia literatury, idei i wyobraźni
199. Jerzy Jankowski (1933–2020) – geofizyka; geomagnetyzm
200. Maurycy Jaroszyński (1890–1974) – prawo
201. Władysław Jasiński (1916–1989) – onkologia, medycyna nuklearna
202. Konrad Jażdżewski (1908–1985) – archeologia pradziejowa, w szczególności Europy
203. Zbigniew Jedliński (1922–2008) – chemia i technologia polimerów, chemia karboanionów, chemia supramolekularna
204. Janusz Jeljaszewicz(inne języki) (1930–2001) – mikrobiologia lekarska
205. Bogumił Jeziorski (1947–2023) – nauki chemiczne
206. Bogusława Jeżowska-Trzebiatowska (1908–1991) – fizykochemia nieorganiczna, chemia koordynacyjna, fizyka chemiczna
207. Marcin Kacprzak (1888–1968) – higiena
208. Jan Kaczmarek (1920–2011) – technologia budowy maszyn
209. Zdzisław Kaczmarek (1928–2008) – hydrologia i gospodarka wodna
210. Michał Kalecki (1899–1970) – ekonomia polityczna
211. Sylwester Kaliski (1925–1978) – mechanika stosowana i fizyka techniczna
212. Roman Kaliszan (1945–2019) – chemia leków, bioanaliza
213. Bogdan Kamieński (1897–1973) – chemia
214. Czesław Kanafojski (1898–1981) – inżynieria rolnicza
215. Mirosław Kańtoch (1928–2007) – wirusologia
216. Laura Kaufman (1889–1972) – hodowla zwierząt i genetyka
217. Lucjan Kaznowski (1890–1955) – uprawa roślin
218. Wiktor Kemula (1902–1985) – elektrochemia, fotochemia, fizykochemiczne metody chemii analitycznej
219. Zofia Kielan-Jaworowska (1925–2015) – paleontologia kręgowców
220. Jan Kielanowski (1910–1989) – fizjologia i żywienie zwierząt
221. Stanisław Kielich (1925–1993) – optyka nieliniowa, fizyka molekularna
222. Stefan Kieniewicz (1907–1992) – historia Polski XIX i XX w.
223. Igor Kisiel (1910–1988) – mechanika techniczna, mechanika gruntów i fundamentowanie
224. Jan Kisyński (1933–2022) – matematyka
225. Antoni Kleczkowski (1922–2006) – hydrogeologia
226. Juliusz Kleiner (1886–1957) – historia literatury polskiej
227. Romuald Klekowski (1924–2015) – ekologia
228. Zenon Klemensiewicz (1891–1969) – językoznawstwo
229. Mieczysław Klimaszewski (1908–1995) – geografia fizyczna, geomorfologia, geologia czwartorzędu
230. Mieczysław Klimowicz (1919–2008) – historia literatury i teatru polskiego Oświecenia
231. Antonina Kłoskowska (1919–2001) – socjologia kultury
232. Jerzy Kmita (1931–2012) – filozofia
233. Stanisław Knothe (1919–2015) – aerologia górnicza, mechanika górotworu
234. Tadeusz Kobak-Nowacki (1918–2005) – technika rolnicza
235. Lech Kobyliński (1923–2022) – budowa okrętów
236. Stanisław Kocańda (1922–2006) – podstawy budowy maszyn, zmęczenie i mechanika pękania materiałów i konstrukcji
237. Józef Kochman (1903–1995) – fitopatologia, mykologia, ochrona roślin
238. Aleksander Koj (1935–2016) – biochemia, biologia molekularna
239. Franciszek Kokot (1929–2021) – interna; nefrologia, hipertensjologia, endokrynologia; patofizjologia kliniczna
240. Leszek Kołakowski (1927–2009) – filozofia
241. Jerzy Kołodziejczak (1935–2022) – nauki fizyczne
242. Włodzimierz Kołos (1928–1996) – chemia kwantowa
243. Janusz Komender (1931–2024) – nauki medyczne
244. Tadeusz Konopiński (1894–1965) – hodowla zwierząt
245. Jerzy Konorski (1903–1973) – neurofizjologia
246. Stanisław Konturek (1931–2019) – fizjologia człowieka
247. Maria Kopeć (1919–2014) – hematologia, radiobiologia
248. Bolesław Kordas (1933–1981) – hydraulika, hydrologia, gospodarka wodna
249. Jan Kornaś (1923–1994) – taksonomia i geografia roślin, ekologia roślin, fitosocjologia
250. Tadeusz Korzybski (1906–2002) – biochemia, antybiotyki
251. Wojciech Kostowski (1939–2023) – nauki farmaceutyczne
252. Jerzy Kostrowicki (1918–2002) – geografia ekonomiczna, geografia rolnictwa, użytkowanie środowiska
253. Jan Kostrzewski (1915–2005) – epidemiologia
254. Józef Kostrzewski (1885–1969) – archeologia
255. Jan Koszyc-Witkiewicz (1881–1958) – historia architektury
256. Eugeniusz Kościelak (1930–2022) – hematologia
257. Tadeusz Kotarbiński (1886–1981) – filozofia, logika, prakseologia
258. Janusz Kotlarczyk (1931–2017) – geologia Karpat, geologia złóż surowców krzemionkowych, zastosowanie matematyki i informatyki w geologii
259. Zygmunt Kowalczyk (1908–1985) – geodezja, fotogrametria, geodezja górnicza
260. Kazimierz Kowalski (1925–2007) – zoologia, paleozoologia
261. Stefan Kowalski (1945–2022) – inżynieria procesowa, mechanika stosowana, procesy suszarnicze
262. Hugon Kowarzyk (1906–1985) – patologia ogólna i doświadczalna
263. Stefan Kozarski (1930–1996) – geografia fizyczna, geomorfologia, paleogeografia czwartorzędu
264. Józef Kozielecki (1936–2017) – psychologia
265. Krzysztof Kozłowski (1951–2021) – teoria sterowania, robotyka oraz jej zastosowania
266. Roman Kozłowski (1889–1977) – paleontologia
267. Alfons Krause (1895–1972) – chemia
268. Stanisław Krauss (1901–1973) – weterynaria, epizootiologia
269. Mieczysław Krąpiec (1921–2008) – filozofia
270. Jerzy Kroh (1924–2016) – chemia fizyczna i radiacyjna
271. Jan Kroszczyński (1927–1984) – radiotechnika, radiolokacja
272. Wojciech Królikowski (1926–2019) – fizyka teoretyczna
273. Bolesław Krupiński (1893–1972) – górnictwo
274. Aleksander Krupkowski (1894–1978) – metalurgia
275. Tadeusz Krwawicz (1910–1988) – okulistyka
276. Marian Kryszewski (1925–2005) – fizyka, fizykochemia polimerów i ciała stałego organicznego
277. Halina Krzanowska (1926–2004) – genetyka i biologia rozrodu zwierząt
278. Julian Krzyżanowski (1892–1976) – historia literatury polskiej
279. Włodzimierz Krzyżosiak (1949–2017) – biologia molekularna
280. Marian Książkiewicz (1906–1981) – geologia regionalna, sedymentologia
281. Henryk Kuczyński (1909–1991) – stereochemia
282. Witold Kula (1916–1988) – historia gospodarcza
283. Stanisław Kulczyński (1895–1975) – morfologia i systematyka roślin
284. Roman Kulikowski (1928–2017) – teoria systemów, wspomaganie decyzji w warunkach ryzyka
285. Kazimierz Kumaniecki (1905–1977) – filologia klasyczna
286. Adam Kunicki (1903–1989) – neurochirurgia
287. Władysław Kunicki-Goldfinger (1916–1995) – mikrobiologia, genetyka, biologia teoretyczna
288. Czesław Kupisiewicz (1924–2015) – dydaktyka ogólna, pedagogika porównawcza, historia myśli pedagogicznej
289. Władysław Kuraszkiewicz (1905–1997) – historia i dialektologia języka polskiego i języków ruskich
290. Kazimierz Kuratowski (1896–1980) – topologia, teoria mnogości, logika matematyczna
291. Jerzy Kuryłowicz (1895–1978) – językoznawstwo
292. Włodzimierz Kuryłowicz (1910–1991) – mikrobiologia
293. Jan Ryszard Kutek (1935–2013) – geologia (stratygrafia, tektonika)
294. Leszek Kuźnicki (1928–2023) – nauki biologiczne
295. Jan Kwieciński (1938–2003) – fizyka teoretyczna cząstek elementarnych i wysokich energii
296. Zbigniew Kwieciński (1941–2024) – pedagogika
297. Gerard Labuda (1916–2010) – historia powszechna, historia Polski
298. Manfred Lachs (1914–1993) – prawo międzynarodowe
299. Julian Lambor (1901–1973) – hydrologia i gospodarka wodna
300. Wiktor Lampe (1875–1962) – chemia
301. Anastazy Landau (1876–1957) – choroby wewnętrzne
302. Oskar Lange (1904–1965) – ekonomia polityczna
303. Józef Laskowski (1900–1970) – onkopatologia
304. Zygmunt Lasocki (1922–1993) – chemia polimerów, chemia metaloorganiczna
305. Andrzej Lasota (1932–2006) – równania różniczkowe, rachunek prawdopodobieństwa, biomatematyka
306. Tadeusz Lehr-Spławiński (1891–1965) – filologia słowiańska
307. Jadwiga Lekczyńska (1899–1983) – hodowla roślin, ochrona roślin
308. Stanisław Leszczycki (1907–1996) – geografia ekonomiczna, planowanie przestrzenne, ochrona środowiska przyrodniczego
309. Bogusław Leśnodorski (1914–1985) – historia państwa i prawa polskiego
310. Bohdan Lewartowski (1929–2024) – nauki medyczne
311. Tadeusz Lewicki (1906–1992) – filologia arabska
312. Jerzy Limon (1950–2021) – anglistyka, literaturoznawstwo
313. Jerzy Lipa (1932–2021) – ochrona roślin; biologiczne i ekologiczne metody zwalczania agrofagów; protozoologia; patologia bezkręgowców; kwarantannowe i inwazyjne agrofagi
314. Edward Lipiński (1888–1986) – ekonomia polityczna
315. Anatol Listowski (1904–1987) – fizjologia rozwojowa i uprawa roślin
316. Jerzy Litwiniszyn (1914–2000) – mechanika stosowana
317. Tadeusz Lityński(inne języki) (1901–1985) – chemia rolna
318. Stanisław Lorentz (1899–1991) – historia sztuki, muzeologia, konserwatorstwo
319. Zbigniew Lorkiewicz (1923–2001) – genetyka bakterii
320. Stanisław Łojasiewicz (1926–2002) – analiza matematyczna
321. Adam Łomnicki (1935–2021) – biologia ewolucyjna, ekologia
322. Jan Łopuszański (1923–2008) – fizyka teoretyczna, kwantowa teoria pola, symetrie fizyczne, klasyczna mechanika
323. Jerzy Łoś (1920–1998) – podstawy matematyki, algebra, ekonomia matematyczna
324. Henryk Łowmiański (1898–1984) – historia narodów ZSRR, mediewistyka
325. Mieczysław Łubiński (1921–2004) – konstrukcje budowlane
326. Leon Łukaszewicz (1923–2013) – informatyka, konstrukcja i oprogramowanie komputerów
327. Kazimierz Łukaszewicz (1927–2016) – krystalografia i rentgenograficzna analiza strukturalna
328. Michał Łunc(inne języki) (1908–1974) – hydro- i aeromechanika
329. Adolf Maciejny (1932–2011) – nauka o materiałach i inżynieria materiałowa
330. Czesław Madajczyk (1921–2008) – historia najnowsza Polski i Europy
331. Jan Madejski (1925–2000) – termodynamika i wymiana ciepła
332. Jerzy Maj (1922–2003) – farmakologia
333. Kazimierz Majewski (1903–1981) – archeologia klasyczna
334. Sławomir Majewski (1956–2022) – alergologia, dermatologia, wenerologia
335. Ignacy Malecki (1912–2004) – akustyka, naukoznawstwo
336. Leszek Malicki (1933–2003) – uprawa roli i roślin, doświadczalnictwo rolnicze
337. Edmund Malinowski (1885–1979) – genetyka
338. Stanisław Malinowski (1909–2001) – chemia i technologia organiczna, kataliza
339. Bolesław Malisz (1910–1995) – gospodarka przestrzenna
340. Tadeusz Malkiewicz(inne języki) (1904–1981) – metaloznawstwo
341. Edmund Małachowicz (1925–2015) – architektura i urbanistyka
342. Tadeusz Manteuffel (1902–1970) – historia powszechna średniowieczna
343. Ryszard Manteuffel-Szoege(inne języki) (1903–1991) – ekonomika i organizacja gospodarstw rolnych
344. Karol Mańka (1915–2003) – fitopatologia, choroby drzew leśnych i ich uwarunkowania przez środowisko
345. Teodor Marchlewski (1899–1962) – ewolucjonizm i genetyka zwierząt
346. Zdzisław Marciniak (1918–2020) – plastyczne własności metali, mechanika odkształceń sprężysto-plastycznych
347. Ryszard Marcinowski(inne języki) (1946–2010) – geologia, paleontologia
348. Edward Marczewski (1907–1976) – matematyka
349. Henryk Markiewicz (1922–2013) – historia literatury polskiej, teoria literatury
350. Władysław Markiewicz (1920–2017) – socjologia
351. Stanisław Massel (1939–2018) – hydromechanika morska, oceanologia fizyczna
352. Stanisław Mazur (1905–1981) – matematyka
353. Antoni Mączak (1928–2003) – historia nowożytna
354. Zdzisław Mączeński (1878–1961) – architektura
355. Alojzy Melich (1918–2006) – ekonomia
356. Włodzimierz Michajłow (1905–1994) – zoologia, parazytologia
357. Jan Michalski (1920–2016) – chemia heteroorganiczna i bioorganiczna
358. Witold Michałkiewicz (1914–1998) – ginekologia i położnictwo
359. Mieczysław Michałowicz (1876–1965) – pediatria
360. Kazimierz Michałowski (1901–1981) – archeologia śródziemnomorska
361. Marian Michniewicz (1922–2008) – fizjologia wzrostu i rozwoju roślin
362. Roman Micnas (1947–2022) – fizyka teoretyczna, fizyka materii skondensowanej
363. Marian Mięsowicz (1907–1992) – fizyka doświadczalna
364. Edmund Mikulaszek (1895–1978) – mikrobiologia lekarska
365. Jan Mikusiński (1913–1987) – matematyka
366. Tadeusz Miłobędzki (1873–1959) – chemia
367. Jerzy Minczewski (1916–1995) – chemia analityczna śladów
368. Witold Minkiewicz (1880–1961) – architektura
369. Jan Miodoński (1902–1963) – otolaryngologia
370. Franciszek Misztal (1901–1981) – mechanika, budowa samolotów
371. Zygmunt Moczarski (1876–1957) – zootechnika
372. Zygmunt Modzelewski (1900–1954) – historia myśli społecznej
373. Karol Modzelewski (1937–2019) – historia, mediewistyka
374. Marian Mordarski(inne języki) (1927–2003) – mikrobiologia
375. Mirosław Mossakowski (1929–2001) – neuropatologia, neurologia
376. Andrzej Mostowski (1913–1975) – matematyka
377. Kazimierz Moszyński (1887–1959) – etnologia, etnografia
378. Wacław Moszyński (1892–1953) – budowa maszyn
379. Leon Mroczkiewicz (1900–1971) – hodowla lasu, siedliskoznawstwo leśne
380. Stanisław Mrowec (1928–2015) – fizykochemia ciała stałego
381. Arkadiusz Musierowicz (1894–1966) – gleboznawstwo
382. Jan Mydlarski (1892–1956) – antropologia
383. Emil Nalborczyk (1932–2006) – fizjologia plonowania roślin
384. Maciej Nałęcz (1922–2009) – elektrotechnika, automatyka, inżynieria biomedyczna
385. Olgierd Narkiewicz (1925–2010) – biologia medyczna, anatomia i neurologia
386. Jerzy Nawrocki (1926–1990) – górnictwo, przeróbka kopalin
387. Stanisław Nawrocki (1927–2021) – agrotechnik, gleboznawca
388. Bogdan Ney (1935–2020) – geodezja i gospodarka przestrzenna
389. Roman Ney (1931–2020) – geodezja i gospodarka przestrzenna
390. Jan Nielubowicz (1915–2000) – chirurgia
391. Włodzimierz Niemierko (1897–1985) – biochemia porównawcza zwierząt
392. Witold Niewiadomski (1911–2005) – systemy upraw rolniczych, ekologiczne podstawy rolnictwa
393. Henryk Niewodniczański (1900–1968) – fizyka
394. Maksym Nikonorow (1913–1985) – analityka i toksykologia żywności, higiena
395. Kazimierz Nitsch (1874–1958) – językoznawstwo
396. Paweł Nowacki (1905–1979) – energetyka
397. Witold Nowacki (1911–1986) – mechanika ośrodków ciągłych
398. Leszek Nowak (1943–2009) – filozofia, metodologia nauk
399. Stefan Nowak (1925–1989) – socjologia
400. Stefan Nowakowski (1912–1989) – socjologia wsi i miasta, socjologia narodu
401. Janusz Nowicki (1937–2013) – współczesne systemy rolnictwa
402. Adam Nowosławski(inne języki) (1925–2012) – immunopatologia
403. Franciszek Nowotny (1904–1972) – technologia rolno-spożywcza
404. Marian Nunberg (1896–1986) – entomologia leśna, ochrona lasu
405. Stanisław Ochęduszko (1899–1969) – teoria maszyn cieplnych
406. Michał Odlanicki-Poczobutt (1910–2004) – geodezja i planowanie przestrzenne
407. Wincenty Okoń (1914–2011) – teoria procesu kształcenia
408. Henryk Okruszko(inne języki) (1925–2000) – przyrodnicze podstawy melioracji
409. Jan Olbrycht (1886–1968) – medycyna sądowa
410. Czesław Olech (1931–2015) – równania różniczkowe zwyczajne, matematyczna teoria sterowania
411. Wacław Olszak (1902–1980) – teoria plastyczności
412. Maria Olszewska (1929–2011) – biologia komórki, cytogenetyka molekularna
413. Henryk Olszewski (1932–2021) – historia prawa
414. Adam Opalski (1897–1963) – neuropatologia
415. Kazimierz Opałek (1918–1995) – nauki polityczne, teoria państwa i prawa
416. Władysław Orlicz (1903–1990) – analiza matematyczna
417. Tadeusz Orłowski (1917–2008) – interna, nefrologia, transplantologia
418. Witold Orłowski (1874–1966) – choroby wewnętrzne
419. Kazimierz Ostrowski (1921–2010) – histologia
420. Włodzimierz Ostrowski (1925–2019) – biochemia; struktura i funkcja białek i enzymów
421. Jan Oszacki (1915–1982) – chirurgia ogólna
422. Bohdan Paczyński (1940–2007) – astrofizyka
423. Józef Pajestka (1924–1994) – rozwój społeczno-gospodarczy w skali krajów i ogólnoświatowej, problematyka globalna
424. Roman Pampuch (1927–2017) – nauka o materiałach i inżynieria materiałowa, materiały nieorganiczne i niemetaliczne
425. Edward Passendorfer (1894–1984) – geologia dynamiczna i stratygraficzna
426. Stanisław Pasynkiewicz (1930–2021) – chemia metaloorganiczna i kompleksowa, kataliza homogeniczna, utylizacja odpadów w przemyśle chemicznym
427. Ludwik Paszkiewicz (1878–1967) – anatomia patologiczna
428. Bohdan Paszkowski (1916–2000) – fizyka techniczna, technologia elektronowa, elektronika
429. Jerzy Pawełkiewicz(inne języki) (1922–2008) – biochemia, biologia molekularna
430. Zdzisław Pawlak (1926–2006) – informatyka, zastosowania matematyki
431. Bogumił Pawłowski (1898–1971) – botanika
432. Stanisław Pawłowski (1910–1992) – geofizyka poszukiwawcza, geologia złóż, geologia strukturalna
433. Władysław Pełczewski (1917–2006) – automatyka, teoria sterowania
434. Aleksander Pełczyński (1932–2012) – analiza funkcjonalna, topologia
435. Tadeusz Pełczyński (1906–1983) – przeróbka plastyczna, badania własności materiałów
436. Janusz Pempkowiak (1949–2021) – nauki o Ziemi, oceanologia, biogeochemia morska
437. Kazimierz Petrusewicz (1900–1982) – ewolucjonizm i ekologia zwierząt
438. Arkadiusz Piekara (1904–1989) – zjawiska nieliniowe dielektryczne i optyczne
439. Szczepan Pieniążek (1913–2008) – sadownictwo
440. Stefan Pieńkowski (1883–1953) – fizyka
441. Stanisław Pigoń (1885–1968) – historia literatury polskiej
442. Eugeniusz Pijanowski(inne języki)(1906–1974) – technologia rolno-spożywcza
443. Stefan Piotrowski (1910–1985) – astrofizyka
444. Kazimierz Piwarski (1903–1968) – historia powszechna
445. Marian Plezia (1917–1996) – filologia klasyczna
446. Andrzej Pliś(inne języki)(1929–1991) – równania różniczkowe
447. Bohdan Pniewski (1897–1965) – architektura
448. Jerzy Pniewski (1913–1989) – fizyka wysokich energii i cząstek elementarnych, fizyka hiperjąder
449. Adolf Polak (1890–1967) – silniki spalinowe
450. Kazimierz Polański (1929–2009) – językoznawstwo
451. Wenczesław Poniż (1900–1967) – teoria i konstrukcja budowli
452. Stefan Poznański (1922–1982) – chemia i technologia żywności
453. Władysław Pożaryski (1910–2008) – stratygrafia, mikropaleontologia, tektonika, geologia czwartorzędu, geologia naftowa
454. Roman Prawocheński (1877–1965) – hodowla zwierząt
455. Stanisław Prosiński (1912–1975) – technologia chemiczna drewna
456. Włodzimierz Prosnak (1925–2014) – mechanika płynów, metody numeryczne
457. Władysław Ptak (1920–1990) – teoretyczne podstawy procesów metalurgicznych
458. Włodzimierz Ptak (1928–2019) – immunologia; mechanizmy regulacyjne odpowiedzi immunologicznej
459. Zdzisław Pucek (1930–2007) – zoologia, teriologia
460. Zdzisław Raabe (1909–1972) – protozoologia
461. Zbigniew Radwański (1924–2012) – prawo cywilne
462. Andrzej Rakowski (1931–2018) – psychoakustyka muzyki
463. Ignacy Reifer (1909–1971) – biochemia
464. Bohdan Rodkiewicz (1925–1998) – botanika
465. Błażej Roga (1895–1977) – technologia chemiczna węgla
466. Eugeniusz Romer (1871–1954) – geografia
467. Witold Rosiński(inne języki) (1911–2009) – technologia elektronowa
468. Edward Rosset (1897–1989) – demografia i statystyka
469. Emanuel Rostworowski (1923–1989) – historia polska i powszechna XVIII w., biografistyka
470. Ksawery Rowiński (1904–1983) – radiologia pediatryczna
471. Stefan Rozmaryn (1908–1969) – prawo
472. Marian Różycki (1938–2014) – genetyka i hodowla zwierząt
473. Stefan Zbigniew Różycki (1906–1988) – stratygrafia mezozoiku i geologia czwartorzędu
474. Wojciech Rubinowicz (1889–1974) – fizyka
475. Witold Rudowski (1918–2001) – chirurgia ogólna i onkologiczna, transfuzjologia
476. Tadeusz Ruebenbauer (1909–1991) – genetyka, hodowla roślin
477. Antoni Rutkowski (1920–2018) – nauki rolnicze, technologia żywności
478. Jan Rychlewski (1934–2011) – matematyka stosowana, mechanika ośrodków ciągłych
479. Czesław Ryll-Nardzewski (1926–2015) – podstawy matematyki i logiki matematycznej, teoria prawdopodobieństwa
480. Franciszek Ryszka (1924–1998) – nauki polityczne, prawo, historia
481. Jan Ryżewski (1926–2008) – patofizjologia
482. Stanisław Ryżko(inne języki) (1910–1974) – elektronika
483. Jan Rzewuski (1916–1994) – fizyka teoretyczna
484. Wiesław Sadowski (1922–2010) – statystyka, ekonometria
485. Zdzisław Sadowski (1925–2018) – ekonomia, teoria rozwoju, polityka społeczno-gospodarcza, procesy transformacji systemowej, gospodarka krajów mniej rozwiniętych
486. Jan Safarewicz (1904–1992) – językoznawstwo indoeuropejskie
487. Wacław Sakwa(inne języki) (1918–1992) – odlewnictwo żeliwa, krzepnięcie i krystalizacja metali
488. Antoni Sałustowicz (1899–1967) – mechanika górnicza
489. Henryk Samsonowicz (1930–2021) – historia Polski i historia powszechna okresu średniowiecza
490. Jan Samsonowicz (1888–1959) – geologia
491. Antoni Sawczuk(inne języki) (1927–1984) – mechanika ośrodków ciągłych i teoria konstrukcji inżynierskich
492. Adam Schaff (1913–2006) – filozofia
493. Andrzej Schinzel (1937–2021) – matematyka, teoria liczb
494. Margaret Schlauch (1898–1986) – filologia angielska
495. Kazimierz Secomski (1910–2002) – ekonomia, polityka społecznoekonomiczna
496. Jerzy Seidler (1927–2017) – inteligentne systemy przetwarzania informacji, sieci łączności dla komputerów, kompresja procesów i obrazów
497. Mściwój Semerau-Siemianowski (1885–1953) – kardiologia
498. Józef Siciak (1931–2017) – analiza zespolona wielowymiarowa ze szczególnym uwzględnieniem teorii aproksymacji wielomianowej, teorii pluripotencjału oraz teorii funkcji oddzielnie analitycznych
499. Wacław Sierpiński (1882–1969) – matematyka
500. Roman Sikorski (1920–1983) – matematyka
501. Tadeusz Sinko (1877–1966) – filologia klasyczna
502. Bolesław Skarżyński (1901–1963) – biochemia
503. Stanisław Skowron (1900–1976) – biologia
504. Jerzy Ignacy Skowroński (1901–1986) – technika wysokich napięć, materiałoznawstwo elektrotechniczne
505. Andrzej Skowroński (1950–2020) – algebra
506. Krzysztof Skubiszewski (1926–2010) – prawo międzynarodowe
507. Stefania Skwarczyńska (1902–1988) – teoria literatury, teatru i filmu
508. Franciszek Sławski (1916–2001) – językoznawstwo słowiańskie
509. Andrzej Smolarski (1927–2018) – mechanika górotworu; metrologia przepływów; nagłe wyrzuty gazu i skał; fizyka przepływu
510. Dionizy Smoleński (1902–1984) – teoria spalania
511. Adam Smoliński (1910–1996) – radioelektronika
512. Kazimierz Smulikowski (1900–1987) – petrografia
513. Kazimierz Sobczyk (1939–2017) – mechanika stochastyczna, matematyka stosowana
514. Lucjan Sobczyk (1927–2023) – nauki chemiczne
515. Adam Sobiczewski (1931–2017) – teoretyczna fizyka jądrowa
516. Andrzej Sołtan (1897–1959) – fizyka
517. Leonard Sosnowski (1911–1986) – fizyka ciała stałego
518. Ryszard Sosnowski (1932–2023) – nauki fizyczne
519. Jan Stach (1877–1975) – zoologia
520. Jerzy Stachura (1937–2008) – patomorfologia
521. Bohdan Staliński (1924–1993) – fizykochemia ciała stałego
522. Bogumił Staniszewski (1924–1995) – termodynamika
523. Jan Stankowski (1934–2009) – fizyka ciała stałego, nadprzewodnictwo, radiospektroskopia
524. Leszek Starkel (1931–2021) – geografia fizyczna, geomorfologia, paleogeografia czwartorzędu
525. Karol Starmach (1900–1988) – hydrobiologia, rybactwo, algologia
526. Stanisław Starzycki(inne języki) (1923–1991) – genetyka i hodowla roślin
527. Juliusz Starzyński (1906–1974) – historia sztuki
528. Wojciech Stec (1940–2024) – nauki chemiczne[20]
529. Bohdan Stefanowski (1883–1976) – teoria maszyn cieplnych
530. Witold Stefański (1891–1973) – parazytologia
531. Jan Steffen (1936–2009) – genetyka, immunologia, onkologia
532. Wiktor Steffen (1903–1997) – filologia klasyczna
533. Hugo Steinhaus (1887–1972) – matematyka
534. Zdzisław Stieber (1903–1980) – filologia słowiańska
535. Jan Strelau (1931–2020) – psychologia różnic indywidualnych, psychometria i genetyka zachowania
536. Czesław Strumiłło (1930–2018) – inżynieria chemiczna i procesowa; suszarnictwo; transport ciepła i masy w procesach absorpcji, fluidyzacji i suszenia
537. Abdon Stryszak (1908–1995) – weterynaria, epizootiologia
538. Jacek Stupnicki (1934–2005) – mechanika, budowa i eksploatacja maszyn
539. Bogdan Suchodolski (1903–1992) – pedagogika ogólna, historia kultury
540. Janusz Supniewski (1899–1964) – farmakologia
541. Jerzy Suszko (1889–1972) – chemia
542. Jerzy Szablowski (1906–1989) – historia sztuki nowożytnej
543. Jerzy Szacki (1929–2016) – socjologia
544. Władysław Szafer (1886–1970) – paleobotanika, systematyka i geografia roślin
545. Przemysław Szafrański(inne języki) (1925–2007) – biologia molekularna, biosynteza białka
546. Jan Szargut (1923–2017) – energetyka cieplna, termodynamika techniczna
547. Henryk Szarski (1912–2002) – anatomia porównawcza kręgowców, ewolucjonizm
548. Jacek Szarski (1921–1980) – równania różniczkowe
549. Andrzej Szczeklik (1938–2012) – choroby wewnętrzne
550. Szczepan Szczeniowski (1898–1979) – fizyka
551. Jan Szczepański (1913–2004) – socjologia
552. Marek Szczepański (1956–2023) – socjologia
553. Wojciech Szczepiński (1924–2010) – mechanika materiałów
554. Olech Szczepski (1914–1980) – pediatria
555. Franciszek Szelągowski (1898–1973) – budowa mostów
556. Robert Szewalski (1903–1993) – maszyny i urządzenia energetyczne, technika turbinowa
557. Ludger Szklarski (1912–2003) – elektronika górnicza, napęd elektryczny, automatyka
558. Wacław Szubert (1912–1994) – prawo pracy, polityka społeczna
559. Andrzej Szujecki (1929–2017) – entomologia, ekologia, leśnictwo
560. Stefan Szulc (1881–1956) – statystyka
561. Paweł Szulkin (1911–1987) – radiotechnika
562. Jerzy Szweykowski (1925–2002) – botanika i genetyka populacji roślinnych, taksonomia
563. Witold Szymanowski (1908–1986) – teoria i konstrukcja obrabiarek
564. Zygmunt Szymanowski (1873–1956) – bakteriologia
565. Zdzisław Szymański (1926–1999) – teoria jądra atomowego
566. Marian Szyrocki (1928–1992) – filologia germańska, historia literatury niemieckiej
567. Stanisław Śliwiński (1887–1959) – prawo
568. Tadeusz Śliwiński (1922–2017) – teoria, badanie zjawisk fizycznych; metody badania, obliczania i projektowania maszyn elektrycznych
569. Stefan Ślopek (1914–1995) – immunologia
570. Michał Śmiałowski (1906–1990) – chemia fizyczna, metaloznawstwo
571. Andrzej Środoń (1908–1998) – paleobotanika czwartorzędu
572. Edward Światopełk-Czetwertyński(inne języki) (1901–1987) – hydraulika, hydrologia, hydromechanika
573. Henryk Świdziński (1904–1969) – geologia
574. Bolesław Świętochowski (1895–1975) – uprawa roli i roślin
575. Wojciech Świętosławski (1881–1968) – chemia
576. Alfred Świt (1928–1999) – mikroelektronika, elektronika ciała stałego
577. Stanisław Tabaczyński (1930–2020) – archeologia pradziejowa i wczesnośredniowieczna; antropologia i teoria kultury
578. Andrzej Tarkowski (1933–2016) – embriologia eksperymentalna ssaków (biologia rozwoju i rozrodu)
579. Witold Taszycki (1898–1979) – językoznawstwo
580. Władysław Tatarkiewicz (1886–1980) – filozofia, historia sztuki
581. Rafał Taubenschlag (1881–1958) – papirologia
582. Karol Taylor (1928–1997) – biologia molekularna
583. Janusz Tazbir (1927–2016) – historia kultury staropolskiej oraz ruchów religijnych XVI–XVII w.
584. Henryk Teisseyre (1903–1975) – geologia
585. Roman Teisseyre (1929–2022) – geofizyka
586. Tadeusz Tempka (1885–1974) – choroby wewnętrzne
587. Kazimierz Thiel (1924–2015) – mechanika skał, geotechnika
588. Stanisław Thugutt (1862–1956) – mineralogia, petrografia
589. Julian Tokarski (1883–1961) – mineralogia, gleboznawstwo
590. Stanisław Tołpa (1901–1996) – botanika, torfoznawstwo
591. Franciszek Tomczak (1932–2020) – ekonomika rolnictwa
592. Jerzy Topolski (1928–1998) – historia gospodarcza, metodologia i teoria historii, historia nowożytna Polski i powszechna
593. Marian Truszczyński (1929–2020) – mikrobiologia weterynaryjna, epizootiologia
594. Wojciech Truszkowski (1921–2003) – nauka o materiałach
595. Włodzimierz Trzebiatowski (1906–1982) – nieorganiczna chemia strukturalna
596. Andrzej Trzebski (1928–2017) – fizjologia człowieka w zakresie: neuroregulacji układu sercowo-naczyniowego i oddechowego
597. Donat Tylman (1930–1998) – ortopedia i traumatologia narządów ruchu
598. Kazimierz Tymieniecki (1887–1968) – historia powszechna
599. Adam Urbanek (1928–2014) – paleozoologia i biologia ewolucyjna
600. Kazimierz Urbanik (1930–2005) – matematyka, teoria prawdopodobieństwa
601. Tadeusz Urbański (1901–1985) – technologia chemiczna organiczna
602. Jerzy Vetulani (1936–2017) – neuropsychofarmakologia
603. Ryszard Walczak (1943–2006) – agrofizyka
604. Andrzej Walicki (1930–2020) – historia filozofii i myśli społecznej
605. Roman Wapiński (1931–2008) – historia XIX i XX w.
606. Jan Wasilkowski (1898–1977) – prawo
607. Zbigniew Wasiutyński (1902–1974) – teoria konstrukcji inżynierskich
608. Zenon Waszczyszyn (1935–2023) – nauki techniczne
609. Tadeusz Ważewski (1896–1972) – matematyka
610. Jerzy Ważny (1927–2010) – fitopatologia leśna, ochrona drewna i budynków
611. Erwin Wąsowicz (1944–2022) – chemia i technologia żywności
612. Kazimierz Wejchert (1912–1993) – architektura, urbanistyka
613. Władysław Welfe (1927–2013) – nauki ekonomiczne, metody ekonometryczne i statystyczne
614. Józef Werle (1923–1998) – fizyka cząstek elementarnych
615. Andrzej Weryński (1937–2011) – biocybernetyka i inżynieria biomedyczna
616. Zbigniew Wesołowski (1933–2024) – inżynieria mechaniczna
617. Jan Weyssenhoff (1889–1972) – fizyka
618. Stanisław Wędkiewicz(1888–1963) – filologia romańska
619. Piotr Węgleński (1939–2024) – nauki biologiczne
620. Władysław Węgorek (1918–2001) – ochrona roślin, entomologia
621. Stefan Węgrzyn (1925–2011) – teoria sterowania, informatyka
622. Witold Wierzbicki (1890–1965) – statyka budowli
623. Maciej Wiewiórowski (1918–2005) – chemia bioorganiczna, chemia produktów naturalnych
624. Józef Więckowski (1928–1984) – mechanika teoretyczna i stosowana
625. Piotr Wilde(inne języki) (1931–2006) – teoria konstrukcji inżynierskich, mechanika stosowana
626. Jerzy Wilkin – (1947–2023) – ekonomia
627. Franciszek Witczak (1921–2009) – żywienie przeżuwaczy i trzody chlewnej
628. Alina Witkowska (1928–2011) – historia literatury polskiej XIX w.
629. Andrzej Witkowski (1955–2023) – nauki o Ziemi i środowisku
630. Józef Witkowski (1892–1976) – astronomia
631. Władysław Włosiński (1931–2018) – inżynieria materiałowa
632. Zygmunt Wojciechowski (1900–1955) – historia
633. Tadeusz Wojtaszek (1920–1990) – warzywnictwo, herbologia
634. Lech Wojtczak (1926–2019) – biochemia, bioenergetyka
635. Tadeusz Wolski (1890–1959) – morfologia i systematyka roślin
636. Tadeusz Wolski (1924–2005) – hodowla roślin, genetyka i selekcja zbóż
637. Władysław Wolter (1897–1986) – prawo karne
638. Jan Maria Wójcicki (1946–2013) – inżynieria biomedyczna
639. Jerzy Wróbel (1923–2011) – chemia organiczna
640. Jerzy Wróblewski (1926–1990) – teoria państwa i prawa
641. Andrzej Wyczański (1924–2008) – historia nowożytna
642. Kazimierz Wyka (1910–1975) – historia literatury polskiej
643. Bernard Zabłocki (1907–2002) – mikrobiologia, immunologia
644. Ludwik Zabrocki (1907–1977) – filologia germańska
645. Jan Zachwatowicz (1900–1983) – architektura i urbanistyka, historia architektury, konserwacja zabytków
646. Stanisław Zagaja (1925–2004) – sadownictwo
647. Tadeusz Zagajewski (1912–2010) – elektronika przemysłowa
648. Ananiasz Zajączkowski (1903–1970) – orientalistyka
649. Janusz Zakrzewski (1932–2008) – fizyka wysokich energii i cząstek elementarnych
650. Piotr Zaremba (1910–1993) – urbanistyka i planowanie regionalne
651. Kazimierz Zarzycki (1930–2023) – nauki biologiczne
652. Witold Zawadowski (1888–1980) – radiologia
653. Saturnin Zawadzki (1923–2003) – gleboznawstwo
654. Sylwester Zawadzki (1921–1999) – prawo konstytucyjne, teoria państwa i prawa
655. Marek Zembala (1940–2022) – nauki medyczne
656. Wojciech Zielenkiewicz(inne języki)(1933–2010) – chemia fizyczna, kalorymetria, termochemia
657. Kazimierz Zieliński (1929–2004) – neurobiologia
658. Tadeusz Zieliński (1926–2003) – prawo pracy, prawo ubezpieczeń społecznych
659. Stefan Ziemba (1907–1994) – teoria budowy maszyn, mechanika teoretyczna i stosowana
660. Zygmunt Ziembiński (1920–1996) – teoria prawa, metodologia nauk prawnych, socjologia prawa
661. Jadwiga Marszewska-Ziemięcka (1891–1968) – mikrobiologia ogólna
662. Jerzy Znosko (1922–2017) – stratygrafia i paleogeografia
663. Henryk Zorski (1927–2003) – mechanika, matematyka stosowana, biomechanika
664. Jan Zurzycki (1925–1984) – fizjologia roślin, fotobiologia i biologia komórki roślinnej
665. Juliusz Zweibaum (1887–1959) – histologia i embriologia
666. Teresa Żebrowska (1934–2016) – zootechnika
667. Wacław Żenczykowski (1897–1957) – budownictwo ogólne
668. Bogusław Żernicki(inne języki) (1931–2002) – neurobiologia
669. Jan Franciszek Żmudziński (1946–2024) – weterynaria
670. Stefan Żółkiewski (1911–1991) – historia i teoria literatury
671. Kazimierz Żorawski (1866–1953) – matematyka
672. Michał Życzkowski (1930–2006) – mechanika ciał odkształconych

### Członkowie zagraniczni
1. Roger Adams, USA (1889–1972) – chemia
2. Anatolij Aleksandrow, Rosja (1903–1994) – fizyka
3. Pawieł Aleksandrow, ZSRR (1896–1982) – matematyka
4. Żores Ałfiorow, ZSRR (1930–2019) – fizyka
5. Guido Altarelli(inne języki), Włochy (1941–2015) – fizyka teoretyczna
6. Aleksandr Andriejew(inne języki), Rosja (1939–2023) – fizyka
7. Nikołaj Andriejew, ZSRR (1880–1975) – akustyka
8. Oskar Anweiler, Niemcy (1925–2020) – pedagogika
9. Yoshiaki Arata, Japonia (1924–2018) – spawalnictwo i inżynieria materiałowa
10. Girolamo Arnaldi, Włochy (1929–2016) – historia średniowieczna
11. Michaił Artamonow, ZSRR (1898–1972) – archeologia
12. Claude Backvis, Belgia (1910–1998) – slawistyka
13. Aleksandr Bajew(inne języki), Rosja (1903–1994) – biologia molekularna
14. Angeł Balewski(inne języki), Bułgaria (1910–1997) – fizyczne i mechaniczne cechy metali
15. Robert Bandurski, Stany Zjednoczone (1924–2020) – biochemia
16. Ranuccio Bianchi Bandinelli(inne języki), Włochy (1900–1975) – historia sztuki
17. Liu Baochen(inne języki), Chiny (1932–2017) – mechanika górotworu
18. Harold Barlow(inne języki), Wielka Brytania (1899–1989) – elektrotechnika
19. István Barta(inne języki), Węgry (1910–1978) – elektrotechnika
20. Jules Basdevant(inne języki), Francja (1877–1968) – prawo
21. Nikołaj Basow, Rosja (1922–2007) – fizyka
22. Paul Bastien, Francja (1907–1982) – metalurgia
23. George Batchelor, Wielka Brytania (1920–2000) – mechanika cieczy
24. Władimir Bieklemiszew, ZSRR (1890–1962) – zoologia
25. Aleksandar Belić, Jugosławia (1894–1960) – językoznawstwo
26. Émile Benveniste, Francja (1902–1976) – językoznawstwo
27. Mark Berdyczewski(inne języki), Rosja (1923–2009) – geofizyka
28. John Bernal, Wielka Brytania (1901–1971) – fizyka, historia nauki
29. Nikołaj Biełow, ZSRR (1891–1982) – krystalochemia, geochemia
30. R.H. Bing(inne języki), USA (1914–1986) – matematyka, topologia
31. Henrik Birnbaum, USA (1925–2002) – slawistyka
32. Teodor Józef Blachut, Kanada (1915–2004) – fotogrametria, geodezja
33. Dionýz Blaškovič, Słowacja (1913–1998) – mikrobiologia
34. Robert Blinc(inne języki), Jugosławia (1933–2011) – fizyka
35. Nikołaj Błochin, Rosja (1912–1993) – chirurgia, onkologia
36. Józef Maria Bocheński, Szwajcaria (1902–1995) – filozofia
37. Géza Bognár(inne języki), Węgry (1909–1987) – teoria i technika mikrofal
38. Nikołaj Bogolubow, Rosja (1909–1992) – matematyka, fizyka
39. Niels Bohr, Dania (1885–1962) – fizyka
40. Aage Niels Bohr, Dania (1922–2009) – fizyka jądrowa
41. Giuliano Bonfante, Włochy (1904–2005) – językoznawstwo
42. Marcel De Boodt(inne języki), Belgia (1926–2012) – fizyka gleby
43. Norman Borlaug, USA (1914–2009) – hodowla roślin
44. Jean Bourgain, USA (1954–2018) – matematyka
45. Vittore Branca, Włochy (1913–2004) – historia literatury włoskiej
46. Fernand Braudel, Francja (1902–1985) – historia
47. Josias Braun-Blanquet, Francja (1884–1980) – botanika
48. Leonid Brechowskich, Rosja (1917–2005) – akustyka
49. Fritz Buchthal(inne języki), USA (1907–2003) – neurofizjologia
50. Piotr Budnikow, ZSRR (1885–1968) – chemia
51. Jan Bureš(inne języki), Czechy (1926–2012) – neurobiologia
52. Walter Bushuk, Kanada (1929–2017) – technologia i genetyka zbóż
53. Ferdinand Campus(inne języki), Belgia (1894–1983) – teoria konstrukcji
54. Henri Cartan, Francja (1904–2008) – matematyka
55. Torbjörn Caspersson, Szwecja (1910–1997) – biologia komórki
56. Paul Cazin, Francja (1881–1963) – slawistyka
57. Eduard Čech, Czechosłowacja (1893–1960) – matematyka
58. François Chapeville, Francja (1924–2020) – biologia molekularna
59. Josef Charvát(inne języki), Czechy (1897–1984) – endokrynologia
60. Ignacio Chávez Sánchez(inne języki), Meksyk (1897–1996) – kardiologia
61. Wei-zang Chien(inne języki) Chiny (1912–2010) – mechanika stosowana
62. Adam Chrzanowski(inne języki), Kanada (1932–2020) – geodezja i kartografia
63. Preston Cloud, USA (1912–1991) – geologia
64. Gustavo Colonnetti(inne języki), Włochy (1886–1968) – mechanika teoretyczna i stosowana
65. Robert Corriu(inne języki), Francja (1934–2016) – chemia
66. Friedrich Cramer, Niemcy (1923–2003) – chemia
67. Paul André Crépeau, Kanada (1926–2011) – prawo cywilne
68. Aleksandras Čyras(inne języki), Litwa (1927–2001) – mechanika, teoria plastyczności, programowanie matematyczne
69. Jean-Claude Czyba, Francja (1934–2016) – histologia
70. Ralf Dahrendorf, Wielka Brytania (1929–2009) – socjologia
71. Richard Dalitz, USA (1925–2006) – fizyka teoretyczna
72. Tadeusz Danowski, USA (1914–1987) – medycyna wewnętrzna
73. Zbigniew Darżynkiewicz, USA (1936–2021) – cytochemia, histochemia
74. Christo Daskałow, Bułgaria (1903–1983) – hodowla roślin
75. Jean Debiesse(inne języki), Francja (1907–1978) – fizyka techniczna
76. Robert Debré, Francja (1882–1978) – pediatria
77. Arnaud Denjoy(inne języki), Francja (1884–1973) – matematyka
78. Władimir Diakow, Rosja (1919–1995) – historia
79. James Dooge, Irlandia (1922–2010) – hydrologia dynamiczna
80. Jean Dresch(inne języki), Francja (1905–1994) – geomorfologia, geografia fizyczna
81. Daniel C. Drucker(inne języki), USA (1918–2001) – mechanika stosowana
82. Nikołaj Dubinin, Rosja (1907–1998) – genetyka
83. Michel Durand-Delga(inne języki), Francja (1923–2012) – geologia regionalna
84. Adam Dziewoński, USA (1936–2016) – geofizyka
85. Jean Pierre Ebel(inne języki), Francja (1920–1992) – biologia molekularna
86. Samuel Eilenberg, USA (1913–1998) – matematyka, algebra, topologia algebraiczna
87. Nikołaj Emanuel, ZSRR (1915–1984) – chemia fizyczna
88. Władimir Engelhardt, ZSRR (1894–1984) – biochemia
89. Volker Erdmann, Niemcy (1941–2015) – biochemia, biologia
90. Paul Erdős, Węgry (1913–1996) – matematyka
91. Lars Ernster(inne języki), Szwecja (1920–1998) – bioenergetyka, biochemia
92. Léopold Escande(inne języki), Francja (1902–1980) – hydroenergetyka, hydraulika
93. Jean Fabre, Francja (1904–1975) – historia literatury
94. Ludwig Faddiejew, Rosja (1934–2017) – matematyka
95. Guido Fanconi, Szwajcaria (1892–1979) – pediatria
96. Lipót Fejér, Węgry (1880–1959) – matematyka
97. Günter Fettweis(inne języki), Austria (1924–2018) – mechanika górotworu
98. Piotr Fiedosiejew, ZSRR (1908–1990) – filozofia
99. Arthur Freeman(inne języki), USA (1939–2016) – fizyka
100. Wolfgang Frühwald, Niemcy (1935–2019) – literaturoznawstwo
101. Aleksandr Frumkin, ZSRR (1895–1976) – chemia, elektrochemia
102. William A. Gambling(inne języki), Wielka Brytania (1926–2021) – elektronika
103. Eugenio Garin, Włochy (1909–2004)[22]
104. Jean-Claude Gardin(inne języki), Francja (1925–2013) – archeologia, etnologia
105. Gieorgij Gause, Rosja (1910–1986) – mikrobiologia
106. Sándor Geleji(inne języki), Węgry (1899–1967) – metalurgia
107. Paul Germain, Francja (1920–2009) – mechanika teoretyczna
108. Jean-Charles Gille, Kanada (1924–1995) – automatyka
109. Wiktor Głuszkow, Ukraina (1923–1982) – informatyka
110. Jakub Goldberg, Izrael (1924–2011) – historia
111. Sante Graciotti, Włochy (1923–2021) – filologia słowiańska
112. Ronald Graveson(inne języki), Wielka Brytania (1911–1994) – prawo
113. Pierre Grivet(inne języki), Francja (1911–1992) – elektronika
114. Robert Grubbs, USA (1942–2021) – chemia metaloorganiczna i kataliza
115. Marianne Grunberg-Manago, Francja (1921–2013) – biologia molekularna bakterii
116. Helge Gyllenberg(inne języki), Finlandia (1924–2016) – mikrobiologia
117. Jacques Hadamard, Francja (1865–1963) – matematyka
118. Paul Hagenmuller, Francja (1921–2017) – chemia, fizykochemia
119. Jack Hale(inne języki), USA (1928–2009) – matematyka
120. Jean Hamburger(inne języki), Francja (1909–1992) – nefrologia, immunologia
121. John Hansen(inne języki), USA (1943–2019) – immunogenetyka, hematologia, onkologia
122. Chauncy D. Harris(inne języki), USA (1914–2003) – geografia
123. Herbert Hauptman, USA (1917–2011) – matematyka
124. Joachim Herrmann(inne języki), NRD (1932–2010) – archeologia pra- i wczesnodziejowa oraz słowiańska
125. Jaroslav Heyrovský, Czechosłowacja (1890–1967) – chemia
126. Friedrich Hirzebruch, Niemcy (1927–2012) – matematyka
127. János Holló(inne języki), Węgry (1919–2012) – biotechnologia
128. Gunnar Hoppe(inne języki), Szwecja (1914–2005) – geomorfologia
129. Artúr Horn(inne języki), Węgry (1911–2003) – zootechnika
130. Rolf Huisgen(inne języki), Niemcy (1920–2020) – chemia
131. Klaus Humpert(inne języki), Niemcy (1929–2020) – urbanistyka
132. Torsten Husén, Szwecja (1916–2009) – psychologia, pedagogika
133. Svetozar Ilešič, Jugosławia (1907–1985) – geografia
134. Jarosław Isajewycz, Ukraina (1936–2010) – historia
135. Aleksandr Iszlinski, Rosja (1913–2003) – mechanika ciała stałego
136. Roman Jakobson, USA (1896–1982) – językoznawstwo
137. Michele Jamiolkowski, Włochy (1932–2023) – geotechnika
138. Ambroise Jobert, Francja (1904–1988) – historia nowożytna
139. Frédéric Joliot-Curie, Francja (1900–1958) – fizyka
140. Irène Joliot-Curie, Francja (1897–1956) – fizyka
141. Marian Jutisz(inne języki), Francja (1920–2002) – endokrynologia, fizjologia zwierząt
142. Eberhard Jäckel, Niemcy (1929–2017) – historia
143. Jean-Pierre Kahane(inne języki), Francja (1926–2017) – matematyka
144. Piotr Kapica, ZSRR (1894–1984) – fizyka
145. Alfred Kastler, Francja (1902–1984) – fizyka
146. Alan Katritzky(inne języki) USA (1928–2014) – chemia organiczna
147. Józef Kestin(inne języki), USA (1913–1993) – termodynamika
148. Radim Kettner, Czechosłowacja (1891–1967) – geologia
149. Tigran Chaczaturow(inne języki), ZSRR (1906–1989) – ekonomia
150. Mstisław Kiełdysz, ZSRR (1911–1978) – mechanika, matematyka
151. Jørgen Kieler, Dania (1919–2017) – onkologia
152. David Kielin(inne języki), Wielka Brytania (1887–1963) – biochemia
153. Leo Klaassen, Holandia (1920–1992) – ekonomia regionalna, gospodarka przestrzenna
154. Tibor Klaniczay(inne języki), Węgry (1923–1992) – historia literatury
155. Herman Klare(inne języki), Niemcy (1909–2003) – chemia
156. Maksymilian Klinkowski(inne języki), NRD (1904–1971) – wirusologia roślin
157. Nikołaj Koczetkow, Rosja (1915–2005) – chemia
158. Halvdan Koht, Norwegia (1873–1965) – historia
159. Andriej Kołmogorow, ZSRR (1903–1987) – matematyka
160. Stanisław Kon, Wielka Brytania (1900–1986) – fizjologia i biochemia żywienia
161. Hilary Koprowski, USA (1916–2013) – biologia komórki, immunologia
162. Jewgienij Kozminski(inne języki), ZSRR (1886–1959) – historia
163. Michaił Kostienko(inne języki), Rosja (1912–2001) – energetyka
164. Władimir Kotielnikow, Rosja (1908–2005) – radioelektronika
165. Jaroslav Kožešnik(inne języki), Czechosłowacja (1907–1985) – mechanika
166. Julien Kravtchenko, Francja (1911–1994) – mechanika, reologia gruntów i skał
167. Ekkehart Kroner(inne języki), Niemcy (1919–2000) – mechanika i fizyka ośrodków materialnych
168. Gleb Krżyżanowski, ZSRR (1872–1959) – elektrotechnika
169. Guo Moruo, Chiny (1892–1978) – archeologia, historia literatury
170. Andriej Kursanow, Rosja (1902–1999) – fizjologia i biochemia roślin
171. Paul Lacombe(inne języki), Francja (1911–1997) – metaloznawstwo
172. Jul Låg, Norwegia (1915–2000) – gleboznawstwo
173. Winfried Lampert, Niemcy (1941–2021) – ekologia, limnologia
174. István Láng(inne języki), Węgry (1931–2016[23]) – agrochemia, ochrona przyrody w rolnictwie
175. Michał Laskowski, USA (1905–1981) – biochemia
176. Mychajło Lisowyj(inne języki), Ukraina (1935–2017[24]) – biologia
177. Michaił Ławrientjew, ZSRR (1900–1980) – matematyka
178. Jacques Le Goff, Francja (1924–2014) – historia średniowiecza
179. Ernest Lee(inne języki), USA (1932–2005) – automatyka
180. Hans Leibundgut(inne języki), Szwajcaria (1909–1993) – leśnictwo
181. Nelson Leonard(inne języki), USA (1916–2006) – chemia organiczna, biochemia
182. Jean Leray, Francja (1906–1998) – matematyka, mechanika
183. Bertil Lindblat, Szwecja (1895–1965) – astronomia
184. Pawieł Łobanow, ZSRR (1902–1984) – ekonomika i organizacja rolnictwa
185. Giorgio Lombardi, Włochy (1935–2010) – prawo
186. György Lukács, Węgry (1885–1971) – filozofia
187. Radomir Lukič(inne języki), Jugosławia (1914–2000) – teoria prawa i socjologia
188. Sven Lundkvist, Szwecja (1927–2017) – historia
189. Tadeusz Maliński, USA (1946–2023) – bionanotechnologia w medycznych naukach podstawowych i klinicznych
190. Alberto Malliani(inne języki), Włochy (1935–2006) – medycyna wewnętrzna
191. Tadeusz Mann, Wielka Brytania (1908–1993) – biochemia i fizjologia rozrodu
192. Rezső Manninger(inne języki), Węgry (1890–1970) – mikrobiologia
193. Gurij Marczuk, ZSRR (1925–2013) – matematyka, fizyka
194. Hubert Markl(inne języki), Niemcy (1938–2015) – biologia, zoologia
195. Michaił Masłow(inne języki), ZSRR (1885–1961) – pediatria
196. Bronisław Tadeusz Massalski, USA (1926–2022) – fizyka metali
197. Charles Massonnet(inne języki), Belgia (1914–1996) – teoria konstrukcji inżynierskich
198. Gérard Maugin(inne języki), Francja (1944–2016) – teoria ośrodków ciągłych
199. Giovanni Maver, Włochy (1898–1970) – slawistyka
200. Bernd Baron von Maydell, Niemcy (1934–2018) – prawo
201. Manfred Mayrhofer, Austria (1926–2011) – językoznawstwo
202. André Mazon, Francja (1881–1967) – slawistyka
203. Malcolm C. McKenna(inne języki), USA (1930–2008) – paleontologia
204. Anne McLaren, Wielka Brytania (1927–2007) – biologia rozwoju
205. Malcolm McPherson(inne języki), USA (1937–2008) – aerologia górnicza
206. Ernst Melan(inne języki), Austria (1890–1963) – teoria konstrukcji inżynierskich
207. Lew Melentiew(inne języki), ZSRR (1908–1986) – energetyka
208. Józef Mélèze-Modrzejewski, Francja (1930–2017) – historia
209. Robert K. Merton, USA (1910–2003) – socjologia
210. Ryszard Michalski, USA (1937–2007) – informatyka
211. Ștefan-Marius Milcu(inne języki), Rumunia (1903–1997) – antropologia, endokrynologia
212. Daniel Millikan(inne języki), USA (1918–1996) – fitopatologia
213. Grigore Moisil(inne języki), Rumunia (1906–1973) – mechanika, automatyka
214. Paul Montel(inne języki), Francja (1876–1975) – matematyka
215. Francis Daniels Moore, USA (1913–2001) – chirurgia
216. Helmut Moritz(inne języki), Austria (1933–2022) – geodezja
217. Marston Morse(inne języki), USA (1892–1977) – matematyka
218. Benjamin Mottelson, Norwegia (1926–2022) – fizyka jądra atomowego
219. Teruaki Mukaiyama(inne języki), Japonia (1927–2018) – chemia organiczna
220. Nikoloz Muscheliszwili, ZSRR (1891–1976) – teoria sprężystości
221. Karl Alexander Müller, Szwajcaria (1927–2023) – fizyka
222. John Mydosh(inne języki), Holandia (1938–2021) – fizyka
223. Louis Néel, Francja (1904–2000) – fizyka
224. Costin Nenițescu(inne języki), Rumunia (1902–1972) – chemia
225. Zdeněk Nejedlý, Czechosłowacja (1878–1962) – historia
226. Robert Nerem(inne języki), USA (1937–2020) – inżynieria biomedyczna
227. Jerzy Neyman, USA (1894–1981) – matematyka, statystyka
228. Miron Nicolescu(inne języki), Rumunia (1903–1975) – matematyka
229. Aleksandr Niesmiejanow, ZSRR (1899–1980) – chemia organiczna
230. Siergiej Nikolski, ZSRR (1905–2012) – matematyka
231. Jun-Ichi Nishizawa(inne języki), Japonia (1926–2018) – elektronika, telekomunikacja
232. Ronald Norrish, Wielka Brytania (1897–1978) – chemia
233. Severo Ochoa, USA (1905–1993) – biochemia
234. Folke Odqvist(inne języki), Szwecja (1899–1985) – budowa maszyn, mechanika stosowana
235. Reinhold Olesch, RFN (1910–1989) – slawistyka
236. Antoni Oppenheim, USA (1915–2008) – termodynamika
237. Aleksandr Pałładin, ZSRR (1885–1972) – biochemia
238. Massimo Pallottino, Włochy (1909–1995) – archeologia
239. Heinz Parkus(inne języki), Austria (1909–1982) – mechanika, teoria sprężystości
240. Linus Pauling, USA (1901–1994) – chemia
241. Todor Pawłow(inne języki), Bułgaria (1890–1977) – filozofia
242. Jewgienij Pawłowski, ZSRR (1883–1965) – parazytologia
243. Jan Pejwe, ZSRR (1906–1976) – chemia rolna
244. Wilder Penfield, Kanada (1891–1976) – neurochirurgia
245. Riccardo Picchio, Włochy (1923–2011) – slawistyka
246. Mauro Picone(inne języki), Włochy (1885–1977) – matematyka
247. Boris Pietrow(inne języki), ZSRR (1913–1980) – automatyka
248. Boris Pietrowski, Rosja (1908–2004) – chirurgia
249. Jan Pokorný(inne języki), Czechy (1928–2011) – technologia żywności
250. Bernard Pullman(inne języki), Francja (1919–1996) – biochemia
251. Bengi Ranby(inne języki), Szwecja (1920–2000) – chemia fizyczna
252. Corneliu Rauta(inne języki), Rumunia (1928–1997) – gleboznawstwo, ochrona środowiska
253. Sigvald Refsum, Norwegia (1907–1991) – neurologia
254. Tadeusz Reichstein, Szwajcaria (1897–1996) – chemia organiczna
255. Hermann Remmert(inne języki), RFN (1931–1994) – ekologia
256. Rene Remond(inne języki), Francja (1918–2007) – politologia, historia
257. Jan Rendel(inne języki), Szwecja (1927–2019[25]) – genetyka zwierząt, inżynieria genetyczna
258. Tormod Riste, Norwegia (1925–1995) – fizyka
259. Louis Robert(inne języki), Francja (1904–1999) – epigrafia, historia starożytna
260. Heinz Röhrer(inne języki), RFN (1905–1992) – weterynaria
261. Mirko Roš(inne języki), Szwajcaria (1879–1962) – wytrzymałość materiałów budowlanych
262. Noel Rose(inne języki), USA (1927–2020) – patologia, immunologia, mikrobiologia molekularna
263. Bohumír Rosický(inne języki), Czechy (1922–2002) – parazytologia
264. Józef Rotblat, Wielka Brytania (1908–2005) – fizyka
265. Edward John Russell, Wielka Brytania (1872–1965) – rolnictwo
266. István Rusznyák(inne języki), Węgry (1889–1976) – medycyna wewnętrzna
267. Leopold Ružička, Szwajcaria (1887–1977) – chemia
268. Boris Rybakow, ZSRR (1908–2001)[26]
269. Lew Sabad(inne języki), ZSRR (1902–1985) – onkologia
270. Luigi Sacconi(inne języki), Włochy (1911–1992) – chemia nieorganiczna
271. Armando Saitta(inne języki), Włochy (1919–1991) – historia
272. Abdus Salam, Włochy (1926–1996) – fizyka teoretyczna
273. Konstantin Saliszczew(inne języki), ZSRR (1905–1988) – geografia
274. Aleksandr Samarin(inne języki), ZSRR (1902–1970) – metalurgia
275. Mircea Sandulescu(inne języki), Włochy (1933–2015) – geologia
276. Akio Sato(inne języki), Japonia (1934–2006) – fizjologia, gerontologia
277. Hans Sauer, Niemcy (1946–2022) – filologia angielska
278. Torgny Säve-Söderbergh(inne języki), Szwecja (1914–1998) – egiptologia
279. Heinrich Scheel(inne języki), RFN (1915–1996) – historia
280. Heinrich Felix Schmid, Austria (1896–1963) – historia
281. Sigurd Schmidt(inne języki), Rosja (1922–2013) – historia, etnografia
282. Arne Schousboe(inne języki), Dania (1944–2024) – neurochemia, neurofarmakologia
283. Laurent Schwartz, Francja (1915–2002) – matematyka
284. Glenn Seaborg, USA (1912–1999) – fizykochemia
285. Jack Sepkowski, USA (1948–1999) – paleontologia
286. Nathan Sharon(inne języki), Izrael (1925–2011) – chemia, biochemia
287. Iwan Szatiłow(inne języki), Rosja (1917–2007) – uprawa roślin
288. Milton Shaw(inne języki), USA (1915–2006) – technologia budowy maszyn
289. David Shugar, Kanada (1915–2015) – biochemia
290. Nikołaj Siemionow, ZSRR (1896–1986) – fizykochemia
291. Siergiej Siewierin(inne języki), Rosja (1901–1993) – biochemia medyczna i techniczna
292. Vladimir Skok(inne języki), Ukraina (1932–2003) – neurologia
293. Konstantin Skriabin, ZSRR (1878–1972) – parazytologia
294. Piotr Słonimski, Francja (1922–2009) – genetyka
295. Ian Sneddon(inne języki), Wielka Brytania (1919–2000) – matematyka, teoria sprężystości
296. Wadim Sokołowski(inne języki), ZSRR (1910–1978) – teoria plastyczności
297. František Šorm(inne języki), Czechosłowacja (1913–1980) – chemia organiczna
298. Dieter Spaar(inne języki), Niemcy (1933–2010) – wirusologia roślin
299. Wiktor Spicyn(inne języki), Rosja (1902–1988) – chemia nieorganiczna i fizyczna
300. Adolf Stender-Petersen, Dania (1886–1963) – slawistyka
301. Jean Stoetzel(inne języki), Francja (1910–1988) – socjologia, psychologia społeczna
302. Brúnó Ferenc Straub, Węgry (1914–1996) – biochemia
303. Michaił Strogowicz(inne języki), ZSRR (1894–1984) – prawo
304. Johannes Stroux(inne języki), NRD (1886–1954) – filologia klasyczna
305. Stanisław Strumilin, ZSRR (1877–1974) – ekonomia
306. Hans Stubbe(inne języki), RFN (1902–1989) – genetyka roślin
307. Christian Sucksdorff(inne języki), Finlandia (1928–2016) – geofizyka
308. Władimir Sukaczow, ZSRR (1880–1967) – botanika
309. Leanid Suszczenia, Białoruś (1929–2015[27]) – biologia
310. Imre Szabó, Węgry (1912–1991) – prawo
311. János Szentágothai, Węgry (1912–1994) – anatomia prawidłowa
312. Badzaryn Szirendew, Mongolia (1912–2001) – historia, socjologia
313. Michael Szwarc, USA (1909–2000) – chemia fizyczna
314. Wacław Szybalski, USA (1921–2020) – genetyka molekularna
315. Armen Tachtadżian, Rosja (1910–2009) – botanika
316. Igor Tamm, ZSRR (1895–1971) – fizyka
317. Antal Tárczy-Hornoch(inne języki), Węgry (1900–1986) – geodezja
318. Geoffrey Ingram Taylor, Wielka Brytania (1886–1975) – mechanika cieczy i gazów
319. John Tegopoulos(inne języki), Grecja (1924–2013) – elektrotechnika
320. Hugo Theorell, Szwecja (1903–1982) – biochemia
321. Charles Thibault, Francja (1919–2003) – biologia
322. Erich Thilo(inne języki), NRD (1898–1978) – chemia
323. Rene Thom, Francja (1923–2002) – matematyka
324. E. Donnall Thomas, USA (1920–2012) – onkologia
325. Paweł Tierientiew(inne języki), ZSRR (1897–1970) – zoologia
326. Michaił Tichomirow, ZSRR (1893–1965) – historia
327. Arne Tiselius, Szwecja (1902–1971) – chemia
328. Iwan Tiurin(inne języki), ZSRR (1892–1960) – gleboznawstwo
329. Alexander Todd, Wielka Brytania (1907–1997) – chemia organiczna
330. Alain Touraine, Francja (1925–2023) – socjologia
331. Karl Ullrich(inne języki), Niemcy (1925–2010) – biofizyka
332. Roger Ulrich, Francja (1905–2004) – fizjologia roślin
333. Hans-Georg Unger, Niemcy (1926–2022) – technika mikrofalowa, optoelektronika
334. Boris Wajnsztejn(inne języki), Rosja (1921–1996) – chemia organiczna, krystalografia
335. John Vane, Wielka Brytania (1927–2004) – farmakologia
336. Piotr Wawiłow(inne języki), ZSRR (1918–1984) – hodowla i uprawa roślin
337. Joseph Vendryes, Francja (1875–1960) – językoznawstwo
338. Sergej Vilfan(inne języki), Słowenia (1919–1996) – historia państwa i prawa
339. Aleksandr Winogradow, ZSRR (1896–1975) – chemia, geochemia
340. Michaił Winogradow(inne języki), Rosja (1927–2007) – ekologia
341. Wiktor Winogradow(inne języki), ZSRR (1895–1970) – językoznawstwo
342. Siergiej Wonsowski, Rosja (1910–1998) – fizyka teoretyczna
343. Otto Walliser(inne języki), Niemcy (1928–2010) – geologia
344. Piotr Wandycz, USA (1923–2017) – historia
345. Winifred Watkins(inne języki), Wielka Brytania (1924–2003) – biochemia
346. Ewald Weibel(inne języki), Szwajcaria (1929–2019) – cytofizjologia
347. Wiktor Weintraub, USA (1908–1988) – slawistyka
348. Bjørn Wiik(inne języki), Norwegia (1937–1999) – fizyka jądrowa
349. Alwyn Williams, Wielka Brytania (1921–2004) – paleontologia, zoologia
350. Henryk M. Wiśniewski, USA (1931–1999) – neurobiologia
351. Dietrich Wolf(inne języki), Niemcy (1929–2015) – elektronika
352. Binshi Xu(inne języki), Chiny (1931–2023) – inżynieria materiałowa
353. Kunio Yagi, Japonia (1919–2003) – biochemia
354. Robert Alan Young(inne języki), USA (1921–2012) – krystalografia
355. Lotfi Zadeh, USA (1921–2017) – automatyka, informatyka
356. Robert Zajonc, USA (1923–2008) – psychologia
357. Tatjana Zasławskaja(inne języki), ZSRR (1927–2013) – socjologia
358. Arnold Zeiss(inne języki), Niemcy (1928–2020) – stratygrafia, paleontologia
359. Klaus Zernack, Niemcy (1931–2017) – historia Europy
360. Nikołaj Żaworonkow(inne języki), ZSRR (1907–1990) – chemia fizyczna i technologia nieorganiczna
361. Guo Zhong-Heng(inne języki), Chiny (1933–1993) – mechanika teoretyczna
362. Peter Ziegler(inne języki), Szwajcaria (1928–2014) – geologia
363. Olgierd Zienkiewicz, Wielka Brytania (1921–2009) – mechanika ciał stałych, cieczy i gazów
364. Józef Zwisłocki, USA (1922–2018) – akustyka
365. Antoni Zygmund, USA (1900–1992) – matematyka
366. Jerzy Żarnecki, Wielka Brytania (1915–2008) – historia sztuki